# Rădăuți
Rădăuți (în germană Radautz, maghiară Radóc, idiș ראַדעװיץ adică Radevits, poloneză Radowce, ucraineană Радівці, transliterat: Radivți) este un municipiu în județul Suceava, Bucovina, România. Conform RPL2021, localitatea avea o populație de 24.292 locuitori, fiind al doilea centru urban ca mărime al județului. A fost declarată municipiu în anul 1995, împreună cu alte două localități din județul Suceava: Fălticeni și Câmpulung Moldovenesc. Înainte de reforma administrativă din anul 1950 a fost reședința fostului județ Rădăuți.

## Geografie

### Localizare
Municipiul Rădăuți este situat în județul Suceava, în partea nord-estică a acestuia, la intersecția coordonatelor geografice 47° 51' latitudine nordică și 25° 55' longitudine estică. Rădăuți se învecinează cu următoarele localități: comuna Frătăuții Vechi (la nord și nord-est), comuna Satu Mare (la est), orașul Milișăuți și comuna Volovăț (la sud), comunele Marginea, Horodnic de Sus și Horodnic de Jos (la vest).
Rădăuți se află la distanța de 37 km de municipiul Suceava, reședința de județ. Distanțele până la alte orașe apropiate sunt următoarele: 8 km până la Milișăuți, 19 km până la Siret, 21 km până la Cajvana, 22 km până la Solca, 23 km până la Vicovu de Sus, 50 km până la Dorohoi, 51 km până la Gura Humorului. Față de municipiul București, Rădăuți se află la o distanță de 475 km.
Accesul rutier către oraș este facil, realizându-se atât pe drumul național 2H, care se desprinde din drumul european E85 la 15 km sud-est de Rădăuți, cât și pe drumul național 17A, care se desprinde din același drum european la 14 km nord-est de Rădăuți.
Accesul feroviar către oraș se realizează pe linia ferată secundară Dornești – Rădăuți, care se continuă apoi către Putna și Nisipitu. Calea ferată a fost pusă în funcțiune în anul 1889 de către compania Bukowinaer Lokalbahnen (Căile ferate locale ale Bucovinei) și tranzitează centrul orașului, unde se găsește Gara Rădăuți. Traficul feroviar a fost inchis in anul 2012 pe ruta Dornești - Putna din cauza lipsei de calatori,dar in data de 14 august 2018 a fost redeschisa,fiind construita Halta Gara Mica,localizata langa amanet. De asemenea tronsonul Gura Putnei - Nisipitu a fost inchis inca din anul 2008, datorita inundatiilor care au distrus terasamentul caii ferate. Cel mai apropiat aeroport este Aeroportul Suceava, aflat la 45 km distanță, în orașul Salcea.
Municipiul Rădăuți are o suprafață totală de 3.230 de hectare, din care 1.075 de hectare intravilan. Din punct de vedere al întinderii, este al treilea oraș ca mărime din județul Suceava, ocupând 1,4% din suprafața acestuia.

### Relief
Localitatea este situată în Depresiunea Rădăuți ce face parte din Podișul Sucevei, la limita cu Obcina Mare. Relieful ușor ondulat care apare în nordul municipiului se datorează prezenței grindurilor și a micilor depresiuni dintre ele, care în trecut erau ocupate de heleștee. Toate aceste forme de relief sunt constituite din pietrișuri, nisipuri și argile – roci friabile, caracteristice depunerilor fluviale.

### Hidrografie
Zona Rădăuțiului este bogată în ape subterane și de suprafață, vatra municipiului fiind situată în câmpia dintre râul Suceava și râul Sucevița. Teritoriul din jurul localității este drenat de râul Suceava (în părțile de nord-est și est), de râul Sucevița (în partea de sud) și de pârâul Horodnic, afluent al râului Pozen (în nord).
Amplasat pe o fostă zonă mlăștinoasă (care se păstrează încă în Zona Protejată „Ochiuri” și în zona extravilană dinspre Frătăuții Vechi), municipiul Rădăuți este traversat de mai multe pâraie. Deși există tentația considerării Topliței drept pârâu principal (deoarece acesta trece prin centrul localității), debitul cel mai mare este înregistrat de Pozen (care trece prin nordul localității). Alte pâraie importante sunt Bahneanul și Temnicul (în nord-est și est).
Este de menționat că în zona centrală (unde astăzi este amenajat Parcul Dendrologic Central) exista în secolul al XVIII-lea un iaz mănăstiresc. De asemenea, în proximitatea actualei fabrici de bere și spirt existau iazuri importante alimentate de Pozen. În momentul de față, singurul iaz piscicol care merită menționat este amplasat în extravilanul localității, după Zona Protejată „Ochiuri”, lacul Baltig

### Soluri
În zona administrativă a municipiului Rădăuți, mai puțin în arealul intravilan, predomină solurile din clasa molisolurilor, pigmentate de soluri cu caracter intrazonal, bogate în humus, fertile, propice practicării activităților agricole. Partea superficială terestră se succede de la clasa molisolurilor, cu tipul cernoziom levigat, la clasa argiluvisoluri, cu tipul cenușiu și brun-roșcat. Solurile intrazonale sunt: lăcoviștile, vertisolurile, solonețurile și solurile aluviale, dar suprafața ocupată de acestea este relativ mică. Analiza notelor de bonitate rezultate în urma studierii datelor analitice, indică o tendință generală de îmbunătățire a calității solurilor, dar și de degradare pe anumite suprafețe. Reducerea calității solurilor se datorează accelerării proceselor de pseudogleidizare activă.

### Climă
Clima este temperat-continentală cu influențe baltice. Sectorul predominant de influență climatică este continental, cu frecvența crivățului în perioada iernii. Pe teritoriul municipiului Rădăuți se fac resimțite influențele climatice scandinavo-baltice, cu circulația maselor de aer polare în anotimpul rece.
Temperatura medie anuală oscilează între 6 °C și 8 °C, cu temperatura maximă de 32 °C în luna iulie și temperatura minimă de -25 °C în luna ianuarie. Temperatura minimă absolută a fost de -34,2 °C și a fost înregistrată în anul 1996.
Cantitățile de precipitații sunt de 650–750 mm. Recordul de 1.237 mm a fost înregistrat în anul 1955.

### Floră
Vegetația se caracterizează prin puternica transformare antropică a vegetației naturale. Municipiul Rădăuți prezintă o vegetație intrazonală de luncă, formată dintr-o asociație de plante hidrofile lemnoase (salcie, plop, arin) și ierboase (rogoz, pipirig, piciorul cocoșului, coada calului, izmă). În sud-estul localității crește laleaua pestriță, iar spre vest, dincolo de zonele joase ale depresiunii, apar pădurile cu floră și faună specifice. Aici predomină pădurile de conifere, alcătuite din molid, brad, pin, zâmbru, lariță și mesteacăn.

## Istoric
Prima atestare documentară a localității Rădăuți apare într-un hrisov din data de 16 noiembrie 1393, din timpul domniei lui Roman I (1391-1394). Existența localității este însă mult mai veche, în aceste locuri descoperindu-se vestigii vechi de aproximativ 5.000 de ani care fac parte din cultura Cucuteni. În același timp, urmele arheologice din epoca pietrei și civilizației geto-dace situează vechimea localității în perioada de formare a poporului român și a limbii române.
Se crede că oamenii s-au stabilit în zona actualului oraș Rădăuți coborând de pe dealurile din estul depresiunii, după retragerea apelor și asanarea mlaștinilor. Condițiile naturale erau favorabile vieții, pădurile oferind vânat, iar apele, mai ales cele din regiunea „Ochiurilor”, fiind bogate în pește. În vadul Suceviței, lângă fostul sat Vadul Vlădicii, au fost descoperite primele unelte, primele urme ale locuirii pe aceste meleaguri.
După unii istorici Rădăuțiul ar fi fost cunoscut ca așezare stabilă încă din timpul dacilor sub denumirea de Rottacenum dată de ostașii garnizoanei romane de peste râul Siret. Sub influența slavă, denumirea latină se transformă în Rădăuți. Conform altor surse istorice, denumirea așezării provine de la numele proprietarului său, Radomir. Astfel, localitatea s-ar fi numit Radomirovți, prescurtat Radovți, care s-a transformat apoi în actualul Rădăuți. O altă variantă etimologică a denumirii este cea conform căreia Rădăuți provine din slavul și polonezul „rada”, care înseamnă „satul bucuriei” sau „satul sfatului”.
Istoria așezării este marcată de voievodul Bogdan I (1359-1365), întemeietorul statului feudal moldovenesc. Acesta alege ca punct strategic principal al rezistenței sale, Valea Sucevei, unde se aflau „satele lui Radomir”. La mijlocul secolului al XIV-lea Bogdan I a ctitorit în această zonă, în mijlocul unor codri seculari, o biserică domnească, care va influența dezvoltarea ulterioară a localității Rădăuți. Lăcașul este cunoscut astăzi ca Mănăstirea Bogdana și este considerat a fi cea mai veche construcție bisericească de zid din Moldova.
Bogdan I alege această biserică ca necropolă domnească atât lui, cât și urmașilor familiei sale, aici fiind îngropați domnitorii Moldovei până în timpul lui Alexandru cel Bun, dar și rudele familiilor domnitoare. Astfel, Rădăuțiul devine prima necropolă a Moldovei. În naosul bisericii se află mormintele lui Bogdan I, Lațcu Voievod, Roman I, Ștefan I, Bogdan (fratele lui Alexandru cel Bun) și Bogdan (fiul lui Alexandru cel Bun). Între anii 1479-1482, în timpul domniei lui Ștefan cel Mare, pe mormintele celor șase prinți ai Moldovei sunt așezate lespezi frumos sculptate, decorate cu motivul obișnuit al împletiturilor și având inscripții în limba slavonă. În timpul domniei lui Alexandru cel Bun (1400-1432), biserica devine reședință episcopală, episcopii de Rădăuți avându-și reședința în incinta mănăstirii. Tot din timpul domniei lui Alexandru cel Bun, din 6 iulie 1413, datează primul document istoric în care apare denumirea de Rădăuți.
În 1559, timpul primei domnii a lui Alexandru Lăpușneanu, biserica domnească de la Rădăuți este restaurată și i se adaugă un pridvor închis în față. În secolul al XVII-lea și la începutul secolului al XVIII-lea, aici sunt copiate mai multe lucrări bisericești. În anul 1744, episcopul Varlaam (1734-1745) înființează aici o tipografie în care tipărește mai multe cărți bisericești, printre care și „Ceaslovul” din 1745 aflat și astăzi în colecția mănăstirii. În 1750, odată cu alegerea episcopului Iacob Putneanul ca mitropolit al Moldovei, tipografia este mutată la Iași.
În jurul Mănăstirii Bogdana are loc dezvoltarea satului Rădăuți, însă până la trecea sub administrație austriacă din 1775, procesul de evoluție a așezării este unul lent, influențat fiind și de condițiile climaterice. Localizarea într-o zonă mlăștinoasă împreună cu nivelul ridicat al precipitațiilor care duceau la inundarea frecventă a vechii vetre a satului și iernile foarte reci cu temperaturi de până la -35 °C constituie un impediment major în dezvoltarea Rădăuțiului, ca și anumiți factori social-economici: ridicarea mănăstirii la statutul de reședință episcopală și localizarea în apropierea Curții Domnești și a Ocolului Bădeuți, ceea ce a eclipsat rolul administrativ al așezării. Astfel, în anul 1774, Rădăuțiul număra doar 140 de case cu 132 de familii, din care doar 58 erau țărani liberi.
Prima evoluție importantă și începerea urbanizării apare abia după trecerea sub administrație austriacă, aceasta încurajând imigrarea în număr destul de ridicat a coloniștilor. Noua administrație asanează fosta mlaștină din actuala zonă centrală, conducând astfel la dezvoltarea acesteia, aici formându-se viitorul nucleu central, cu funcții administrativ-comerciale.
În anul 1819 Rădăuțiul primește statutul de „târg”. În perioada imediat următoare, în arhivele administrației austriece sunt menționate primele nume de străzi: Ambrosiusgasse (după numele inginerului Hermann Ambrosius, azi Strada Hurmuzachi), Neubauergasse (azi Strada Cuza Vodă), Zeiselgasse (azi Strada Iraclie Porumbescu), Floriangasse, Kirchengasse (azi Strada Ștefan cel Mare), Ringplatz (azi Piața Unirii), Fratautzergasse (numită apoi Regina Maria, iar azi Strada 1 Mai), Woitinellergasse (numită apoi Principele Carol, iar azi Strada Putnei), Wolowetzergasse (azi Strada Volovățului).
Orașul începe să se transforme dintr-un târg tipic într-un oraș cu o configurație și o imagine urbană diferite de cea anterioară din perioada medievală moldovenească, fapt ce îl face pe Nicolae Iorga să afirme: „Rădăuții dau cu adevărat icoana unui târg galițian”.
Odată cu migrația populației de etnie germană și evreiască a început dezvoltarea sectorului micilor meșteșugari și comercianți; primul negustor evreu din oraș ce și-a înființat prăvălia în anul 1796 se numea Iossel Reichnenberg.
Administrația imperială austriacă a dezvoltat sectorul sanitar. Consultațiile pe care medicii militari  le dădeau inclusiv populației civile au dus la îmbunătățirea stării de sănătate a locuitorilor. În anul  1792 a fost înființată Herghelia Rădăuți. Din 1882 până în 1892 comandantul hergheliei a fost Vladimir Logothetti, cu merite în ameliorarea rasei huțule.
În timpul Primului Război Mondial orașul a fost ocupat și reocupat de părțile beligerante, ducând la distrugerea acestuia într-o proporție destul de ridicată.
Dezvoltarea orașului a avut o evoluție necontrolată în prima parte a existenței sale, primul început de urbanizare apare abia în secolul XVIII în zona centrală prin parcelările făcute de austrieci, iar partea nordică, care a fost arealul locuit de români s-a dezvoltat ca țesut de tip rural, cu străzi întortocheate, majoritatea păstrându-se și astăzi. O perioadă de timp orașul a fost împărțit între cele două comunități, cea română și cea germană, cu două administrații separate.
Limita orașului în partea sa sudică era limita proprietății Mănăstirii Bogdana. Abia după al doilea război mondial au fost dezvoltate parcelări, până în perioada anilor 1960-1970, când s-a trecut la urbanizare accentuată, prin construirea cartierelor de tip dormitor din fostul manej al hergheliei, astăzi cartierul Călărași sau strada Manejului. În perioada anilor 1970-1980 orașul a fost sistematizat în partea sudică prin construcția cartierului Hipodrom, peste fostele grajduri ale hergheliei. La începutul anilor 1980 s-a dat startul sistematizării în zona actuală a cartierului Obor, a cartierului de locuințe Mihai Viteazu și au avut loc intervenții majore în zona centrală, prin construcția locuințelor colective de pe strada Putnei și a Magazinului General.
La data de 15 decembrie 1994 orașul Rădăuți a fost proclamat municipiu.

## Demografie
Componența etnică a municipiului Rădăuți
     Români (79,33%)
     Alte etnii (2,19%)
     Necunoscută (18,48%)
Componența confesională a municipiului Rădăuți
     Ortodocși (66,21%)
     Penticostali (9,37%)
     Romano-catolici (1,86%)
     Alte religii (3,1%)
     Necunoscută (19,45%)
Conform recensământului efectuat în 2021, populația municipiului Rădăuți se ridică la 24.292 de locuitori, în creștere față de recensământul anterior din 2011, când fuseseră înregistrați 23.822 de locuitori. Majoritatea locuitorilor sunt români (79,33%), iar pentru 18,48% nu se cunoaște apartenența etnică. Din punct de vedere confesional, majoritatea locuitorilor sunt ortodocși (66,21%), cu minorități de penticostali (9,37%) și romano-catolici (1,86%), iar pentru 19,45% nu se cunoaște apartenența confesională.
Rădăuți - evoluția demografică

Date: Recensăminte sau birourile de statistică - grafică realizată de Wikipedia

Municipiul Rădăuți și satele din jurul său funcționează ca o zonă metropolitană, regiunea de influență a orașului are un număr de aproximativ 135.000 de oameni, ceea ce reprezintă cam 19% din populația totală a județului și se întinde pe o suprafață de 1.190 km², ceea ce reprezintă 14% din suprafața totală a județului cu o densitate de aproximativ 118 persoane/km². Ea este limitată în partea estică de comuna Dornești, spre vest de satul Nisipitu și granița cu Ucraina, spre nord de granița cu Ucraina, iar spre sud de orașul Solca. Populația orașului reprezentă circa 22% din populația din zona de influență. Restul locuitorilor trăiesc preponderent în mediul rural, în aproximativ 30 de comune și sate.
În Rădăuți a existat o numeroasă populație evreiască. În anul 1880 existau 11.162 locuitori evrei, reprezentând 30.9% din populația orașului .
În 1888 comunitatea evreiască număra 523 de familii, care dispuneau de un templu și șase școli oficiale. În 1914, populația evreiască ajunsese la 6.000 de persoane. La începutul lunii octombrie 1941, autoritățile pronaziste au ordonat ca toți evreii să părăsească orașul în 2 zile .

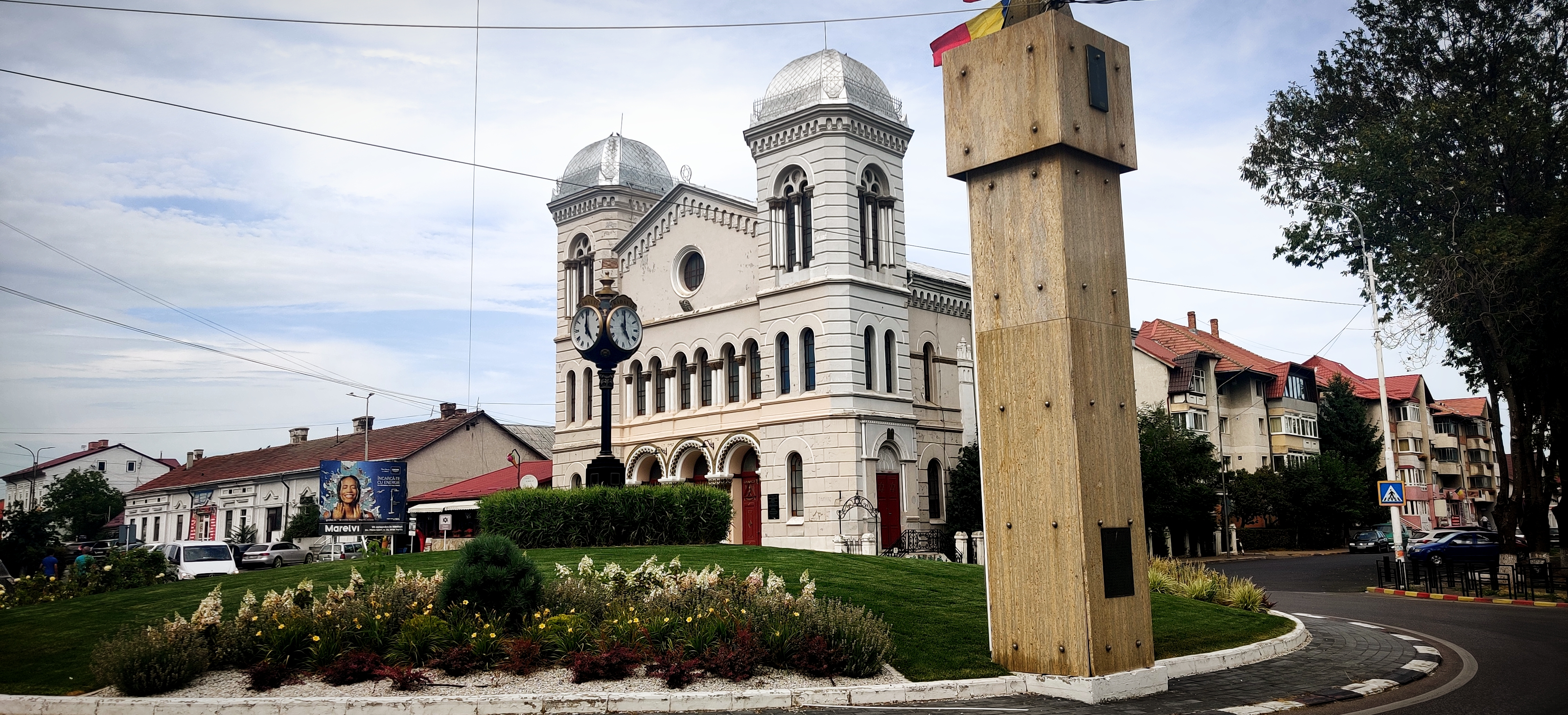
Templul Evreiesc din Rădăuți

În perioada interbelică trei etnii dominau populația orașului în proporții aproape egale (în jur de 30%): românii, germanii și evreii. Existența unui procent de aproape 70% de vorbitori nativi de germană (dacă luăm în calcul populația evreiască) i-a adus localității renumele de cel mai german oraș al Bucovinei. 

### Recensământul din 1930
Componența etnică a orașului Rădăuți
     Români (35,2%)
     Germani (27,49%)
     Evrei (33,42%)
     Ruteni (1,41%)
     Polonezi (1,09%)
     Altă etnie (1,39%)
Componența confesională a orașului Rădăuți
     Ortodocși (35,28%)
     Romano-catolici (26,21%)
     Mozaici (33,63%)
     Evanghelici\Luterani (2,81%)
     Greco-catolici (1,8%)
     Altă religie (0,27%)
Conform recensământului efectuat în 1930, populația orașului Rădăuți se ridica la 16.788 locuitori. Majoritatea locuitorilor erau români (35,20%), cu o minoritate de germani (27,49%), una de evrei (33,42%), una de ruteni (1,41%) și una de polonezi (1,09%). Alte persoane s-au declarat: maghiari (35 persoane), armeni (6 persoane), greci (1 persoană), ruși (109 persoane), bulgari (5 persoane), turci (3 persoane) și cehi\slovaci (17 persoane). Din punct de vedere confesional, majoritatea locuitorilor erau ortodocși (35,28%), dar existau și romano-catolici (26,21%), mozaici (33,53%), greco-catolici (1,80%) și evanghelici\luterani (2,81%). Alte persoane au declarat: armeano-catolici (2 persoane), armeano-gregorieni (3 persoane), musulmani (3 persoane), reformați (15 persoane), lipoveni (15 persoane), adventiști (3 persoane), baptiști (1 persoană) și fără religie (1 persoană).

## Politică și administrație
Municipiul Rădăuți este administrat de un primar și un consiliu local compus din 19 consilieri. Primarul, Bogdan Loghin[*], de la Partidul Național Liberal, este în funcție din 2020. Începând cu alegerile locale din 2024, consiliul local are următoarea componență pe partide politice:
|  | Partid                          | Consilieri | Componența Consiliului | Componența Consiliului | Componența Consiliului | Componența Consiliului | Componența Consiliului | Componența Consiliului | Componența Consiliului | Componența Consiliului | Componența Consiliului |
|  | ------------------------------- | ---------- | ---------------------- | ---------------------- | ---------------------- | ---------------------- | ---------------------- | ---------------------- | ---------------------- | ---------------------- | ---------------------- |
|  | Partidul Național Liberal       | 9          |                        |                        |                        |                        |                        |                        |                        |                        |                        |
|  | Partidul Social Democrat        | 8          |                        |                        |                        |                        |                        |                        |                        |                        |                        |
|  | Alianța pentru Unirea Românilor | 2          |                        |                        |                        |                        |                        |                        |                        |                        |                        |

## Economie
Prin trecerea la stadiul de târg, localitatea a căpătat rolul de centru economic regional, rol datorat în mare parte târgului săptămânal ce mijlocea schimbul de produse dintre producătorii din zona nordică a Țării Moldovei și cei din partea sudică, funcțiune care se menține și în zilele de astăzi, prin târgul din fiecare vineri.
În dezvoltarea economică a orașului, baza au reprezentat-o atelierele manufacturiere, crescătoria de cai și târgul săptămânal. În 1789 este construită prima fabrică de bere, apoi rafinăria de spirt, precum și fabrica de lichior. Produsele fabricii erau de foarte bună calitate, ele fiind premiate în 1908 la Paris. Pentru a sublinia cât de importantă era fabrica, trebuie menționat faptul că trenul care circula pe relația Dornești - Rădăuți avea oprire în dreptul fabricii, în locul numit de localnici „La Plop”. În 1835, în Rădăuți exista o fabrică de hârtie deținută de cernăuțeanul Johann Eckert. Pentru că orașul se află în apropierea zonei forestiere, existau numeroase gatere, precum și o fabrică de ferăstraie „Bucovina” (1908). 

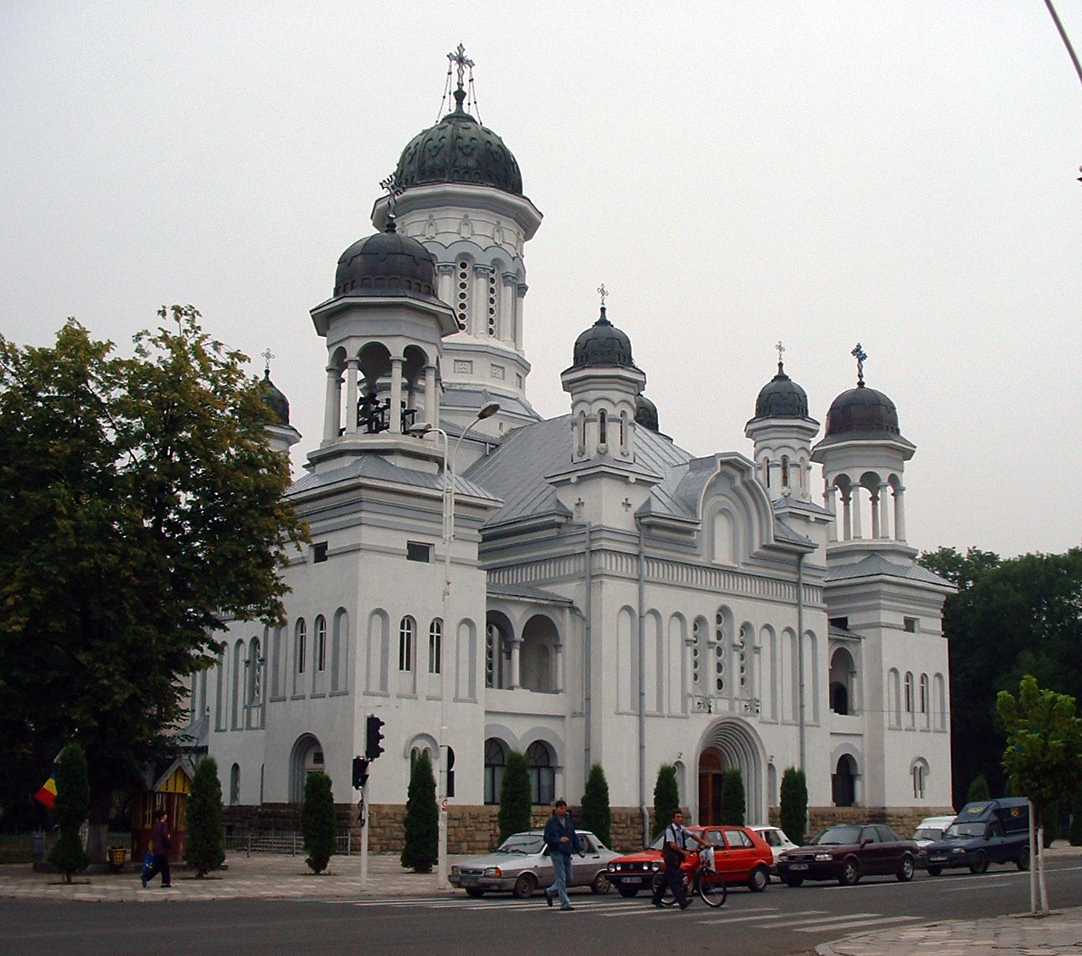
Catedrala din Rădăuți

### Sectorul primar
Agricultura a fost mereu un sector important în zona Rădăuților. De altfel în județul interbelic Rădăuți (mai exact în Câmpulung Rusesc, astăzi în Ucraina) se află și una din cele 3 pășuni pe care Dimitrie Cantemir le considera cele mai bune din Europa (în Descriptio Moldaviae, 1714)

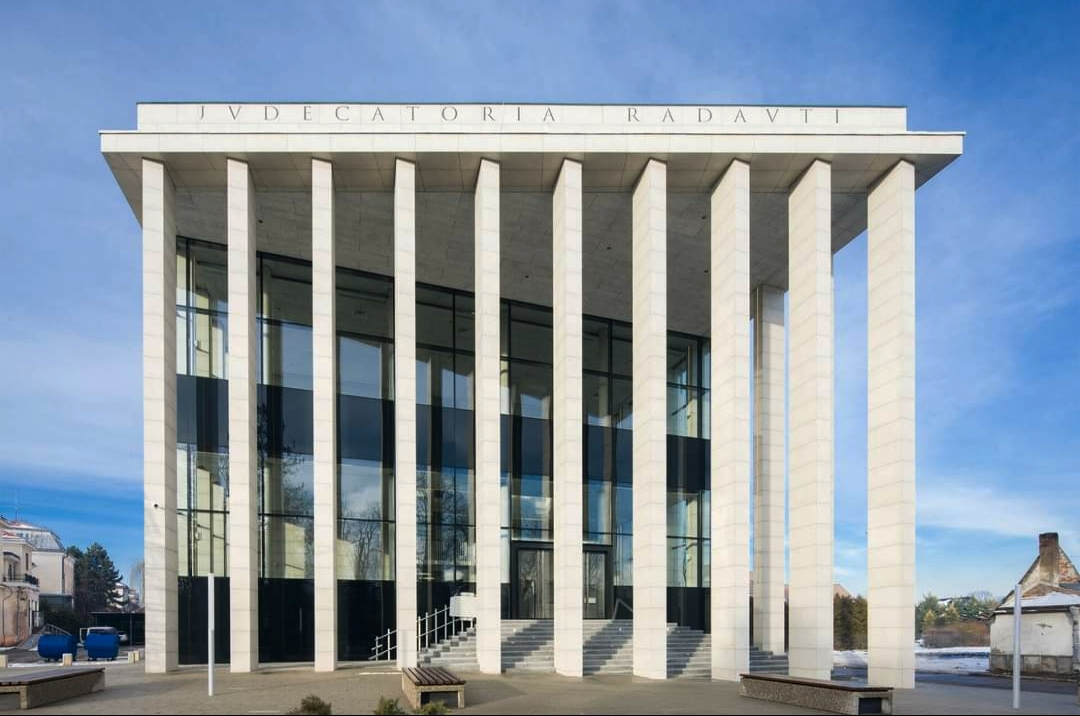
Judecătoria Rădăuți

#### Prelucrarea cerealelor
În Rădăuți au fost construite unele dintre cele mai vechi mori din Bucovina: moara lui A. Schlassmann (1866), moara lui Berl (1867), moara situată pe pârâul Temnic (înființată la sfârșitul secolului al XIX-lea), moara lui Reuberger (construită în anul 1900) și moara înființată de Adolf Leon.

### Sectorul secundar
Chiar dacă, de-a lungul timpului, pe întreg teritoriul municipiului au fost construite diferite ateliere și fabrici se poate vorbi, tradițional, de trei zone cu un caracter industrial pronunțat: 
- Zona Industrială 1 în care de-a lungul timpului au funcționat Fabrica de Bere și Spirt, Fabrica de Hârtie, etc. Aceasta este amplasată pe Calea Cernăuțiului, strada Papetăriei;
- Zona Industrială 2 în care funcționează și astăzi o fabrică de mobilă (fostul IPL), una de textile și una de scule. Acestea sunt amplasate de-a lungul străzii Volovățului;
- Zona Industrială 3 constituită pe noua platformă industrială a orașului care este amplasată pe strada Austriei. Pe această platformă funcționează mai multe fabrici din industria lemnului care țin de două grupuri internaționale: Egger și Schweighofer.

#### Industria lemnului
În domeniul industriei lemnului au funcționat următoarele fabrici: BErl Teiner (înființată la sfârșitul secolului al XIX-lea), Centrul de prelucrare a lemnului „Bucovina” (înființat în 1902 de către cea mai mare firmă din acest domeniu din Austria, Balan&Comp). De asemenea, au mai fost înființate fabrica de hârtie a lui Johan Ekert (înființată în 1838 și care a rezistat doar câțiva ani), precum și fabrica de chibrituri Kreindler&Fischer (deschisă în 1868).

#### Industria alcoolului
Fabrica de bere din Rădăuți a fost înființată prin subvenția Administrației Domeniale din Rădăuți. În anul 1870, Ministerul Agriculturii a arendat fabrica unui oarecare negustor de băuturi Koffler pentru ca apoi, în 1881, să fie încredințată lui Mechel Rudich. Ulterior, ministerul a vândut fabrica în 1890 Fondului Bisericesc din Bucovina, care o vinde la rândul său în anul 1897 lui Mechel Rudich, acesta devenind, astfel, primul proprietar al acestei fabrici. Din anul 1860, pe lângă fabrica de bere este înființată și o distilerie.
La finalul celui de-al doilea război mondial utilajele fabricii de bere Rădăuți au fost confiscate drept compensație de război de către armata rusă. Totuși acest fapt nu a dus la pierderea tradiției, fabrica fiind reînființată. În anii '70 ai secolului al XX-lea, utilajele fabricii de bere au fost mutate la Suceava în cadrul unei filiale a fabricii rădăuțene. După Revoluție, secția de la Suceava a devenit persoană juridică independentă, sub numele de Bermas.
Tradiția producerii berii în Rădăuți s-a oprit doar pentru scurt timp. Astfel, în 1992, a fost înființată la Rădăuți Fabrica de bere de casă Buturuga.

#### Industria textilă
Fabrica Bucovina-tex a fost înființată în anul 1975, dar în prezent nu mai funcționează.

#### Industria construcțiilor civile

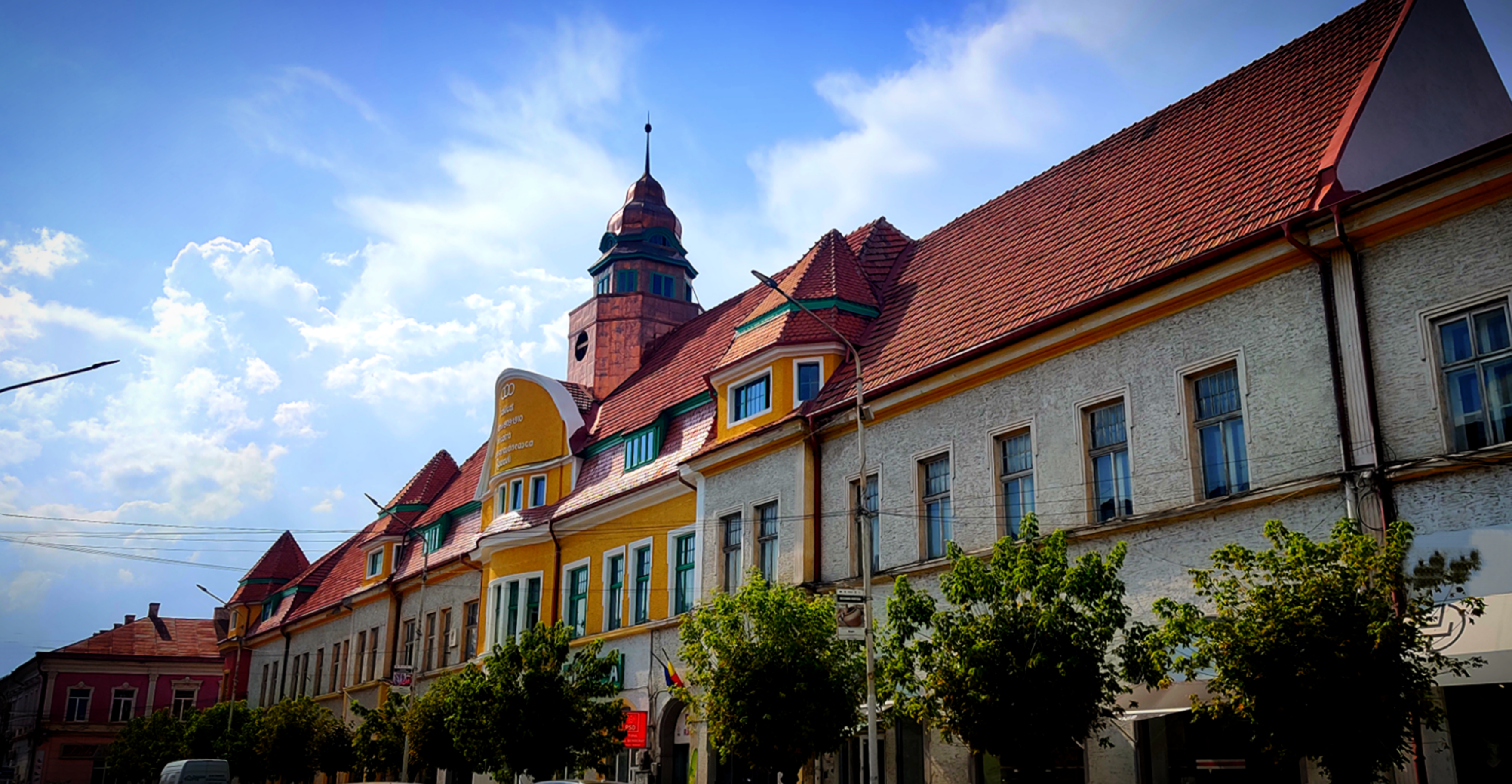
Fosta clădire a Prefecturii din centrul orașului - edificată în 1909

În secolul al XIX-lea funcționau la Rădăuți două fabrici de cărămizi și anume cea a lui Leontievici David și cărămidăria-furnal construită de Engster Philip.

### Sectorul terțiar

#### Sistemul bancar din Rădăuți
Fiind o localitate importantă și cu un potențial economic ridicat, mai multe instituții de credit cu capital străin și-au deschis sucursale și agenții la Rădăuți. Printre acestea sunt de menționat următoarele: Bukowinaer Sparkasse (Casa de Economii a Bucovinei) (1874) și Radautzer Spaar-und-Vorschugsverein (Casa de Economii și Împrumuturi Rădăuți) (1875). Ulterior, spre sfârșitul secolului al XIX-lea, ca urmare a dezvoltării economice a orașului, au fost înființate și o serie de instituții de credit cu caracter local: Radautzer Armenofonde (Fondul Săracilor), Radautzer Credit Fur Handel und Gewerbe (Creditul Rădăuțean pentru Comerț și Meserii), Comerziellen Creditanstalt im Radautz (Creditul Comercial Rădăuți), Escomte und Sparrsverein fur Handel und Industrie im Radautz (Asociația de Scont și Economii pentru Comerț și Industrie Rădăuți), Cumulativwen Waisenmetes in Radautz (Casa de Ajutor a Orfanilor de pe lângă Judecătoria de Ocol Rădăuți), Spaar und Darlehenskassenvereines fur die Cristens de Gerichbezirkes Radautz (Societatea Casei de Economii și Împrumuturi pentru Creștinii Ocolului Judecătoresc Rădăuți) (1904) și Sparkasseder Stadtgemeinde (Casa de Economii a Orașului Rădăuți) (1908).

## Educație

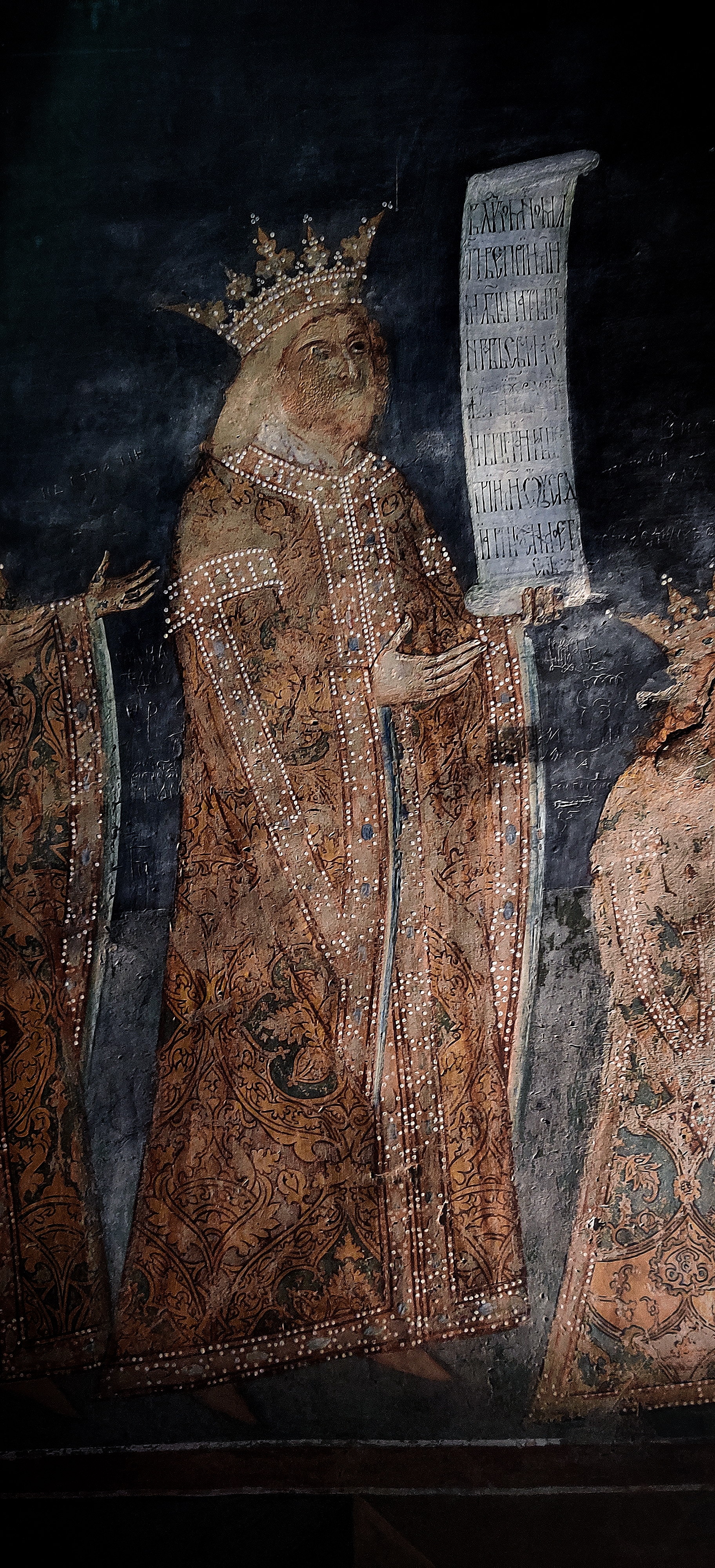
Ștefan cel Mare (frescă de pe zidul mănăstirii Bogdana)

Vocația de centru regional a orașului a început să apară încă din perioada medievală, aici funcționând o școală mănăstirească, unde au fost redactate manuscrise de valoare, utilizate de în Țaria Românească și Moldova. Începând cu anul 1759 importanța școlii se reduce în favoarea celei de la Putna devenită „Academie Domnească” și recunoscută oficial ca școală înaltă. Odată cu începutul anului 1747 prin dispoziția domnitorului Ion Ghica Vodă este înființată prima școală. Dezvoltarea rolului de centru educațional a început în anul 1774 când se înființează școala pentru clasele sărace ale societății. 
În perioada interbelică, au funcționat în orașul Rădăuți Liceul Romano-Catolic German (1921-1929), Școala Industrială de Ucenici (1923-1953), Liceul Industrial de Fete (~1929-1948), Gimnaziul Industrial de Băieți (1941-1948), Școala de Arte și Meserii (1924- 1930) și probabil o Școală de Metalurgie. După Al Doilea Război Mondial au funcționat Școala Tehnică de Cooperație, Școala Tehnică Zootehnică, Școala Profesională Zootehnică și Școala Silvică. Între 1948-1955 a funcționat la Rădăuți și o Școală Medie Tehnică Financiară-Mixtă.
În momentul de față în Rădăuți există 6 școli generale și 3 licee: Colegiul Național „Eudoxiu Hurmuzachi” din Rădăuți (fost Obergymnasium vom Radautz, înființat în 1872), Colegiul Tehnic „Regele Ferdinand I” înființat în 1905 (fost Privatmandchen Lyzeum, fost Liceu Orășănesc de Fete, denumit „Elisabeta Doamna” din 1936) și Colegiul „Andronic Motrescu” (fostă Școală Agronomică înființată de Andronic Motrescu în 1897).

## Evenimente culturale și sportive
- Festivalul Internațional de Folclor „Arcanul” (6-8 iulie 2012, ediția a XXI-a)
- Rădăuți este locul unde activează Ansamblul Artistic „Florile Bucovinei”, una din cele mai reprezentative formații artistice din Bucovina. Ansamblul a fost înființat în anul 1972, funcționând în componența actuală din anul 1980. Coregraful Gheorghe Constantinescu dirijează ansamblul în prezent. El a participat la festivaluri și concursuri din județ, din țară și din străinătate: Festivalul Balcanic – desfășurat la București și pe litoral, Festivalul Cântecele Munților de la Sibiu, Festivalele de Folclor de la Iași, Tecuci, Tulcea, Turda, iar din străinătate, Festivalele din Germania, Ungaria, Italia, Turcia, Cipru, Bulgaria, Polonia, Ucraina și Republica Moldova.
- Târgul Olarilor „Ochiul de Păun”

## Curiozități
- Actorul și regizorul rădăuțean Adrian Țofei a filmat la Rădăuți primul său film și primul lung-metraj horror found footage românesc, Be My Cat: A Film for Anne.[19]
- În această localitate a fost inventată celebra „Ciorbă rădăuțeană” de către Cornelia Dumitrescu.[20]
- Tot în categoria curiozități feroviare poate fi menționat faptul că principalul cimitir al orașului este tăiat în două de calea ferată.
- Herghelia de la Rădăuți a avut un rol fundamental în dezvoltarea rasei de cai Shagya Arab.
- Pasca de 120 kg și doi metri diametru a fost sfințită, însemnată la catastif în Guinness World Records și servită persoanelor aflate în parcarea orașului Rădăuți în 20 aprilie 2009. Pentru prepararea produsului au fost folosite 300 de ouă, 45 kg de brânză de vaci și 3 kg de stafide.

## Orașe înfrățite
Municipiul Rădăuți este înfrățit cu următoarele orașe: 
- Pontault-Combault (Franța) - decembrie 1989
- Caminha (Portugalia) - 29 mai 1998
- Beilstein (Germania) - 29 mai 1998
- Ragusa (Italia) - 29 mai 1998
- Briceni (Republica Moldova) - 29 mai 1998
- Drochia (Republica Moldova) - 21 iunie 2001
- Gliwice (Polonia) - 28 noiembrie 2002
- Girne (Cipru) - 27 noiembrie 2003

## Personalități născute în Rădăuți
- Lothar Rădăceanu (1895 - 1955), jurnalist, lingvist, politician comunist;
- Avigdor Arikha, n. Victor Dlugacz (1929-2010), pictor și grafician din România, Israel și Franța;
- Obuf Cătălin Ovidiu Buhăianu (n. 1973), deputat
- Andrei Chipreanov (n. 1987) – campion național și vicecampion mondial la skandenberg;
- Gabriel Daliș (n. 1978) – poet, jurnalist;
- Daniil Sihastrul (n. începutul secolului al XV-lea, într-un sat din apropierea Rădăuților - d. 1496, Voroneț)
- Lorin Fortuna (n. 1948) – politician;
- Heinrich Gärtner [21] (1895-1962) - cineast, director de imagine
- Dan-Bogdan Hanu (n. 1962) – scriitor;
- Beniamin Husarciuc (n. 1978) – jurnalist;
- Cip Ieșan (n. 1967) – publicist, scriitor, umorist
- Dorin Ieșan (n. 1941) – matematician, profesor universitar, membru al Academiei Române
- Mizzi Locker (1917-2014) – cântăreață și profesoară de operă în Israel
- Benedict Menkeș (1904-1987) – medic și biolog
- Ștefan Rusu (n. 1956) – campion olimpic la lupte greco-romane
- Mihai Tatulici (n. 1948) – jurnalist, scriitor, director de programe la Realitatea TV
- Lucian Dan Teodorovici (n. 1975) – prozator, scenarist;
- Dan Pagis (1930–1986), poet, filolog israelian de limbă ebraică;
- Matei Vișniec (n. 1956), poet, dramaturg;
- Irina Lauric (n. 1992), canoistă.

## Personalități care au trăit în Rădăuți
- Norman Manea (n. 1936) – autor
- Felicia Bădăliță-Țigănescu (1910-2003) – prima planoristă din România
- Vasile Țigănescu (1898-1971) – prozator bucovinean
- Vasile Niculescu (1891-1981) – pilotul Marii Uniri
- Ion G. Sbiera (1836-1916) – autor român, profesor la Universitatea Franz Joseph din Cernăuți
- Ernst Rudolf Neubauer (1828-1890) – profesorul de istorie al lui Mihai Eminescu în Cernăuți și prieten al scriitorului ucrainean Iuri Fedkovîci, primul director al Colegiului Național „Eudoxiu Hurmuzachi”
- Emil Loteanu (1936-2003) – actor, regizor, scenarist, poet și scriitor român
- Traian Brăileanu (1882-1947) – sociolog de renume mondial
- Ion Nistor (1876-1962) – istoric și om politic român
- Gheorghe Flondor (1892-1976) – rezident regal al Bucovinei, deputat și senator de Rădăuți
- Cornelia Dumitrescu (n. 1946) – inventatoarea ciorbei rădăuțene
- Andronic Motrescu – profesor
- Eugen Botezat (1871-1964) – zoolog
- Hermann Poras (1835-1899) – medic și politician evreu, fondator și director al Sanatoriului și Institutului de Hidroterapie „Dr. Poras” din Solca.
- Gheorghe Grigorovici (1871-1950) – politician român
- Mihai Pitei – prefect al județului Rădăuți
- Oreste Renney – prefect al județului Rădăuți
- Ilie Vișan – prefect al județului Rădăuți
- Dimitrie Vatamaniuc (1920 - 2018) – academician român
- Constantin Hrehor (n. 1953) – poet român
- Iulian Vesper (1908-1986) – poet, eseist, traducător și autor de romane din Bucovina
- Constantin Ruscior (1911-1992) – fizician român
- Petre-Virgil Herțanu (n. 1940) – autor român
- Radu Negură (1910-1992) – pictor român
- Vasile Andru (n. 1942) – prozator, eseist, jurnalist și teoretician
- Ana Maria Georgescu – artist
- Elan Schwartzenberg (n. 1967) – om de afaceri
- Vasile Ișan (n. 1961) – rector al Universității „Alexandru Ioan Cuza” din Iași.
- poetul George Damian

## Obiective istorice și turistice din Rădăuți
- Mănăstirea Bogdana Prima mănăstire de piatră din Moldova  – ctitorită de către voievodul Bogdan I al Moldovei (1359-1365), întemeietorul statului feudal moldovean și având și rolul de necropolă domnească (SV-II-A-a-05603)
- Biserica Pogorârea Sfântului Duh din Rădăuți – monument istoric construit în perioada 1927-1961 (SV-II-m-B-05627)
- Biserica romano-catolică din Rădăuți – monument istoric construit în perioada 1823-1826 (SV-II-m-B-05621)
- Biserica greco-catolică din Rădăuți – construită în 1935 pentru credincioșii greco-catolici ucraineni
- Biserica lipovenească din Rădăuți – construită în 1900 pentru credincioșii ruși staroveri
- Templul Evreiesc din Rădăuți – monument istoric construit în 1883 (SV-II-m-B-05599)
- Muzeul de Etnografie „Samuil și Eugenia Ioneț” din Rădăuți
- Atelierul de ceramică Colibaba
- Grădina Zoologică din Rădăuți
- Herghelia Rădăuți și Hipodromul
- Gara Rădăuți – monument istoric construit în 1889 (SV-II-m-B-05607)
- Monumentul Eroilor din Primul Război Mondial (SV-IV-m-B-05712)
- Bustul lui Eudoxiu Hurmuzachi (SV-II-m-B-05713)
- Mormântul poetului Mihai Horodnic
- Mormântul germanistului Ernst Rudolf Neubauer
- Mormântul lui Vasile Niculescu pilotul “zborului unirii”

## Obiective istorice și turistice din împrejurimi
- Mănăstirea Sucevița (1582) – monument UNESCO
- Biserica Înălțarea Sfintei Cruci din Volovăț (1500-1502) – ctitorie a domnitorului Ștefan cel Mare
- Mănăstirea Putna (1469) – ctitorie a domnitorului Ștefan cel Mare
- Biserica de lemn din Putna (1353) – cea mai veche biserică de lemn din Europa, ctitorie a lui Dragoș Vodă în satul Volovăț, mutată de Ștefan cel Mare în Putna
- Biserica Sfânta Treime din Siret (1352)
- Chilia lui Daniil Sihastrul din Putna
- Biserica Tăierea Capului Sfântului Ioan Botezătorul din Arbore (1502) – ctitorie a hatmanului Luca Arbore, monument UNESCO
- Biserica Sfinții Apostoli Petru și Pavel din Solca (1612-1622) – ctitorie a domnitorului Tomșa Vodă
- Rezervația Naturală „Ochiuri”
- Casa memorială „Ion Nistor” din Bivolărie, Vicovu de Sus
- Muzeul Furman din Dornești
- Muzeul sătesc Toader Hrib din Arbore
- Complexul muzeal de la Marginea

## Imagini

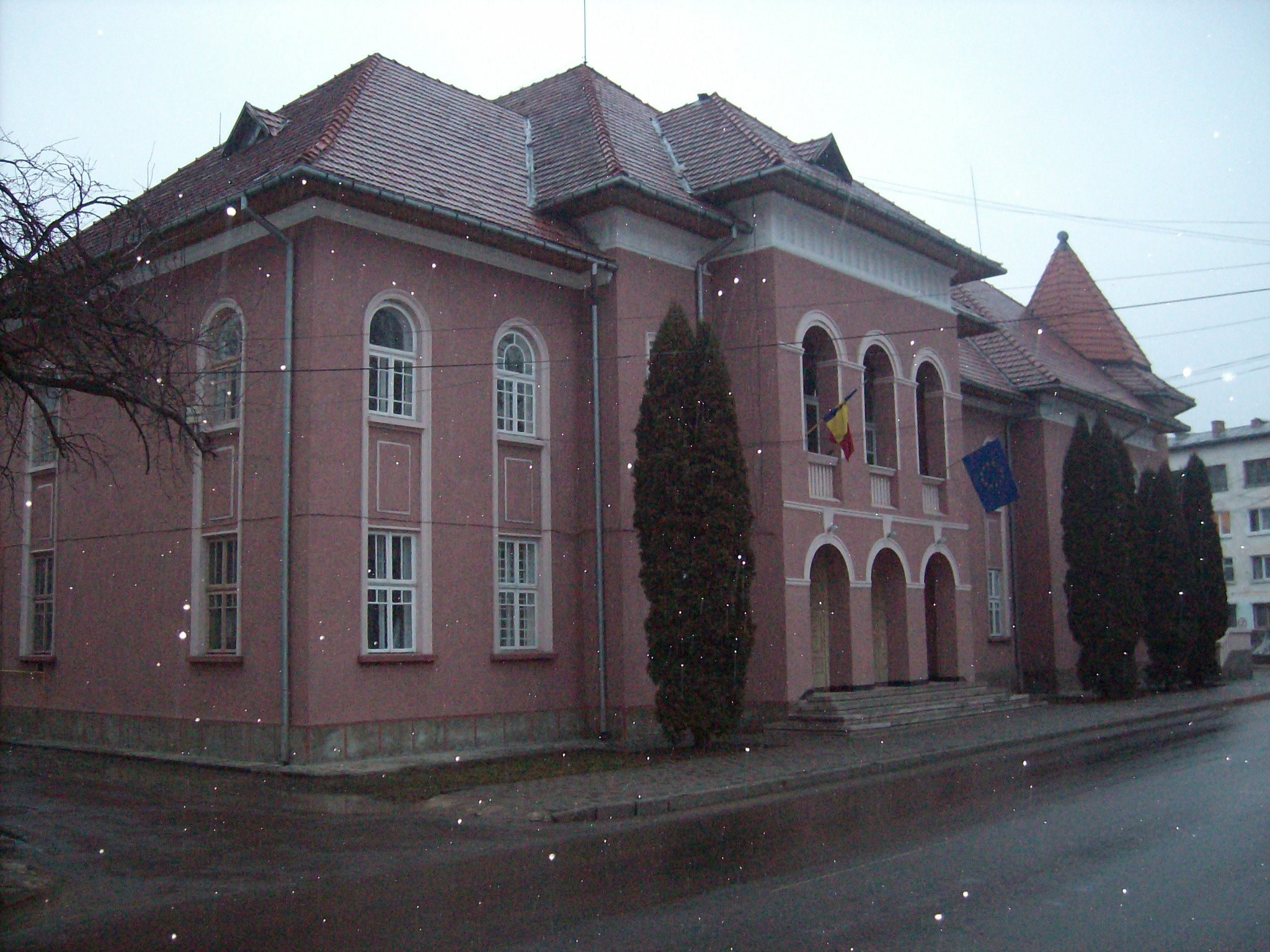
Casa de Cultură locală
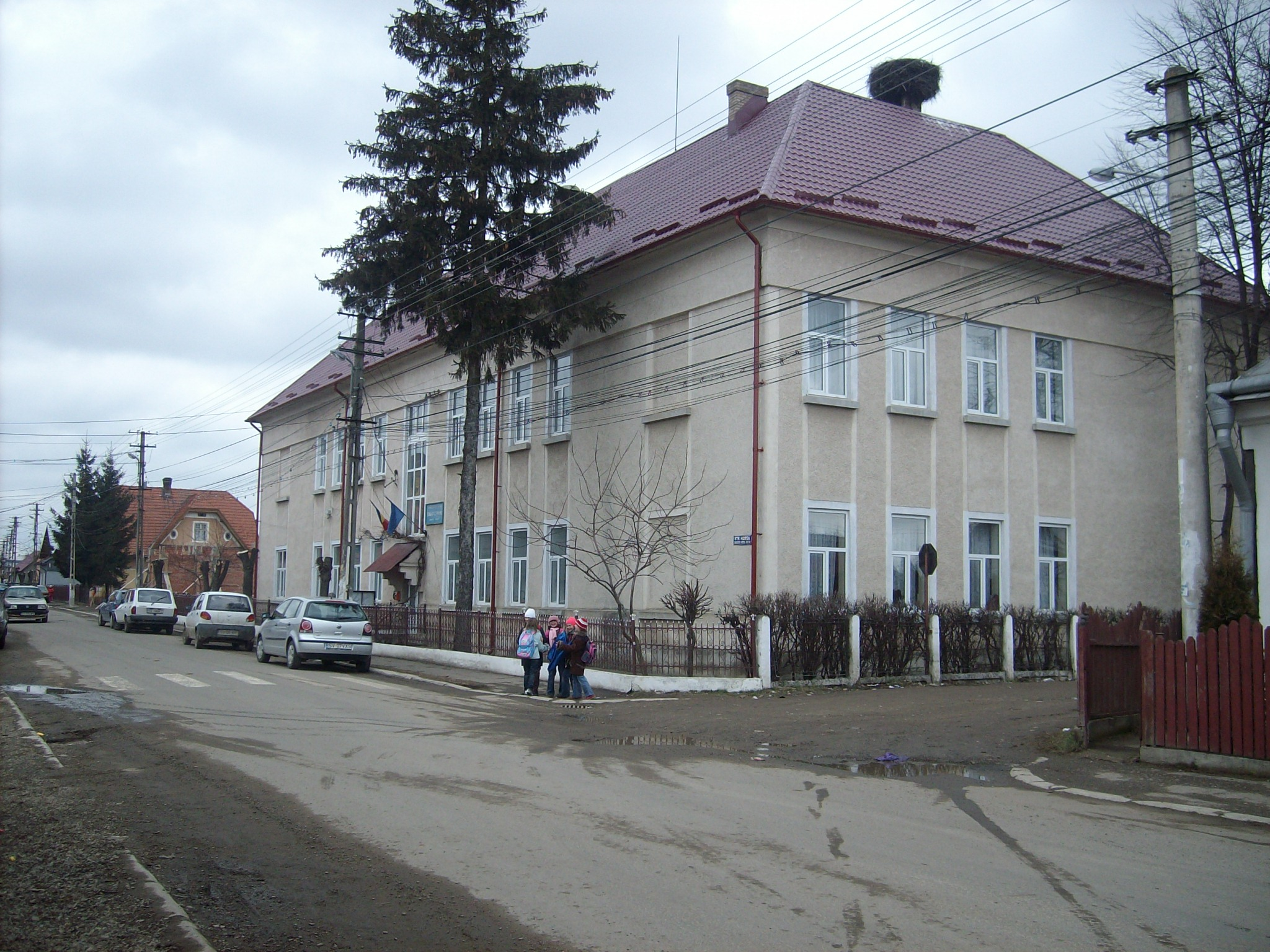
Școala Generală Nr. 2
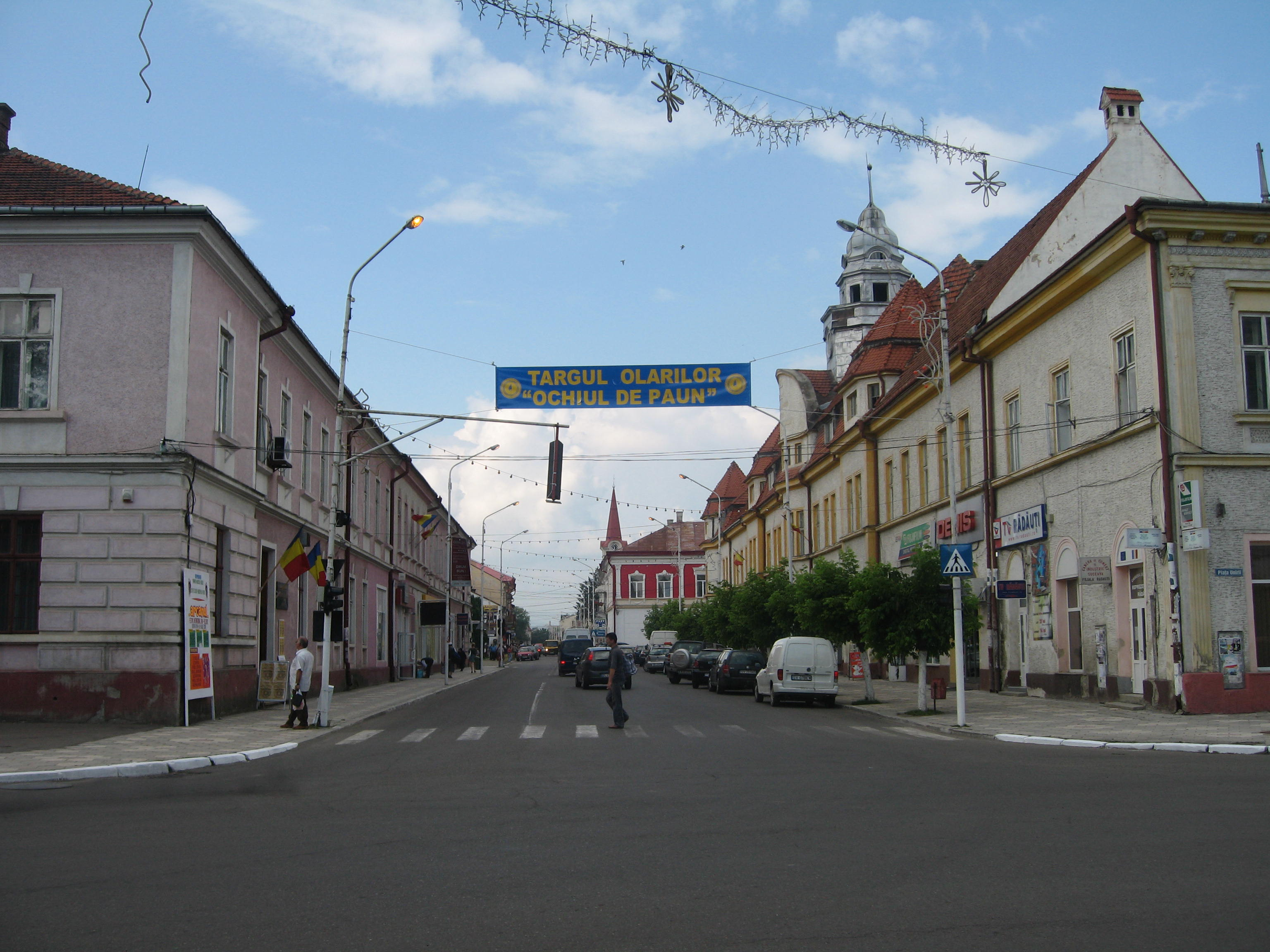
Strada Ștefan cel Mare din Rădăuți
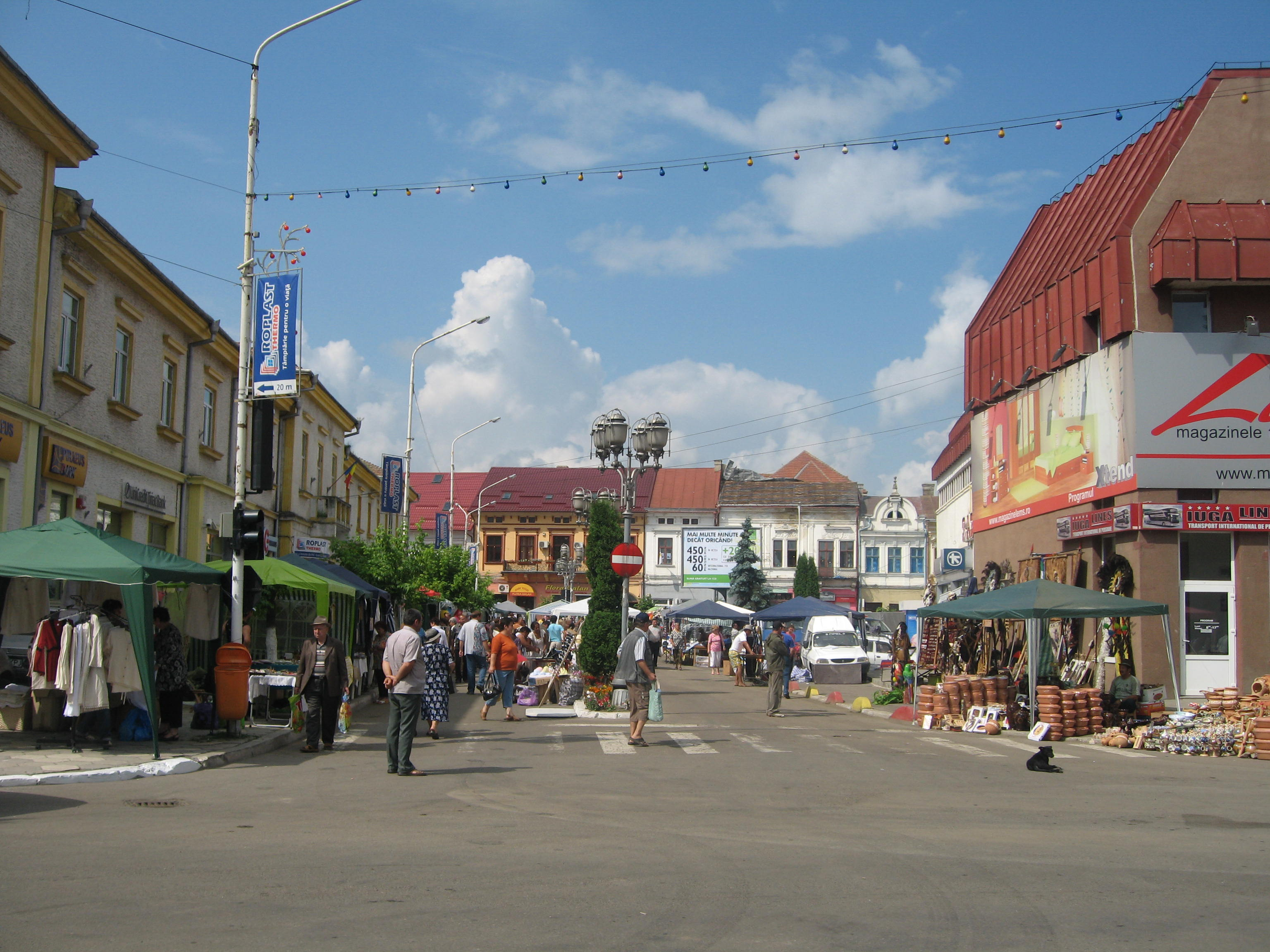
Târgul olarilor în centrul orașului Rădăuți
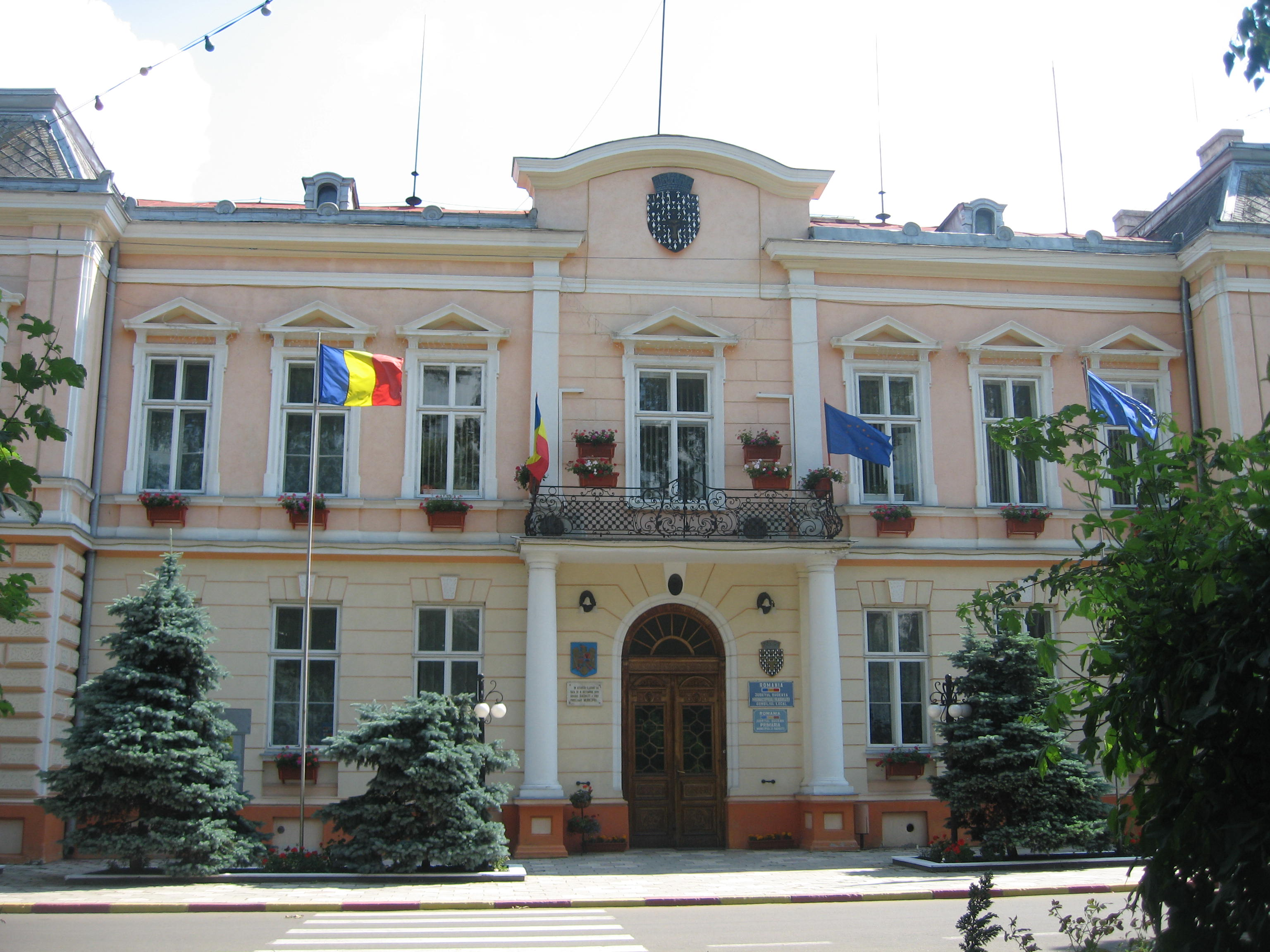
Sediul Primăriei din Rădăuți, clădire monument istoric
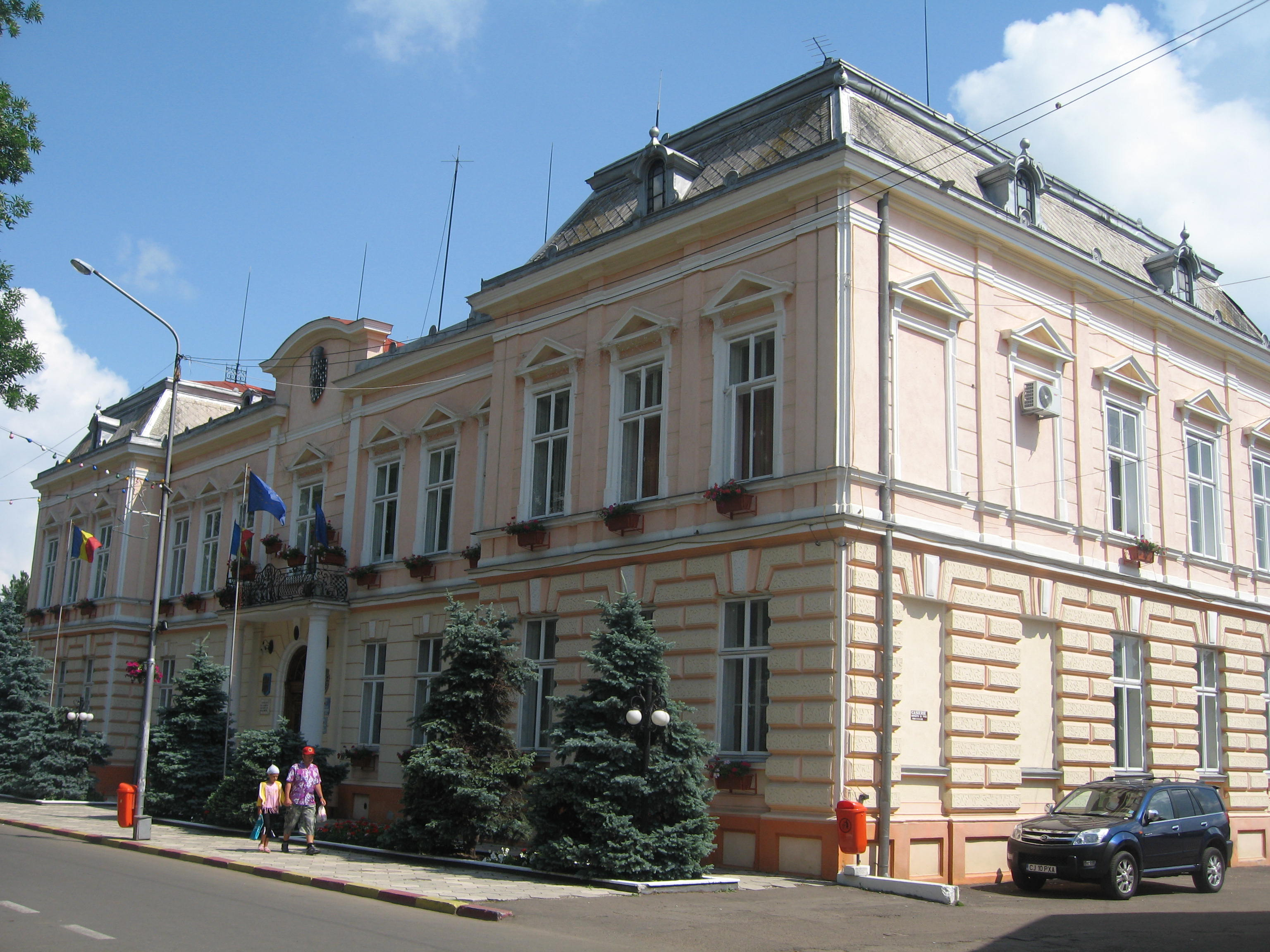
Sediul Primăriei din Rădăuți, clădire monument istoric
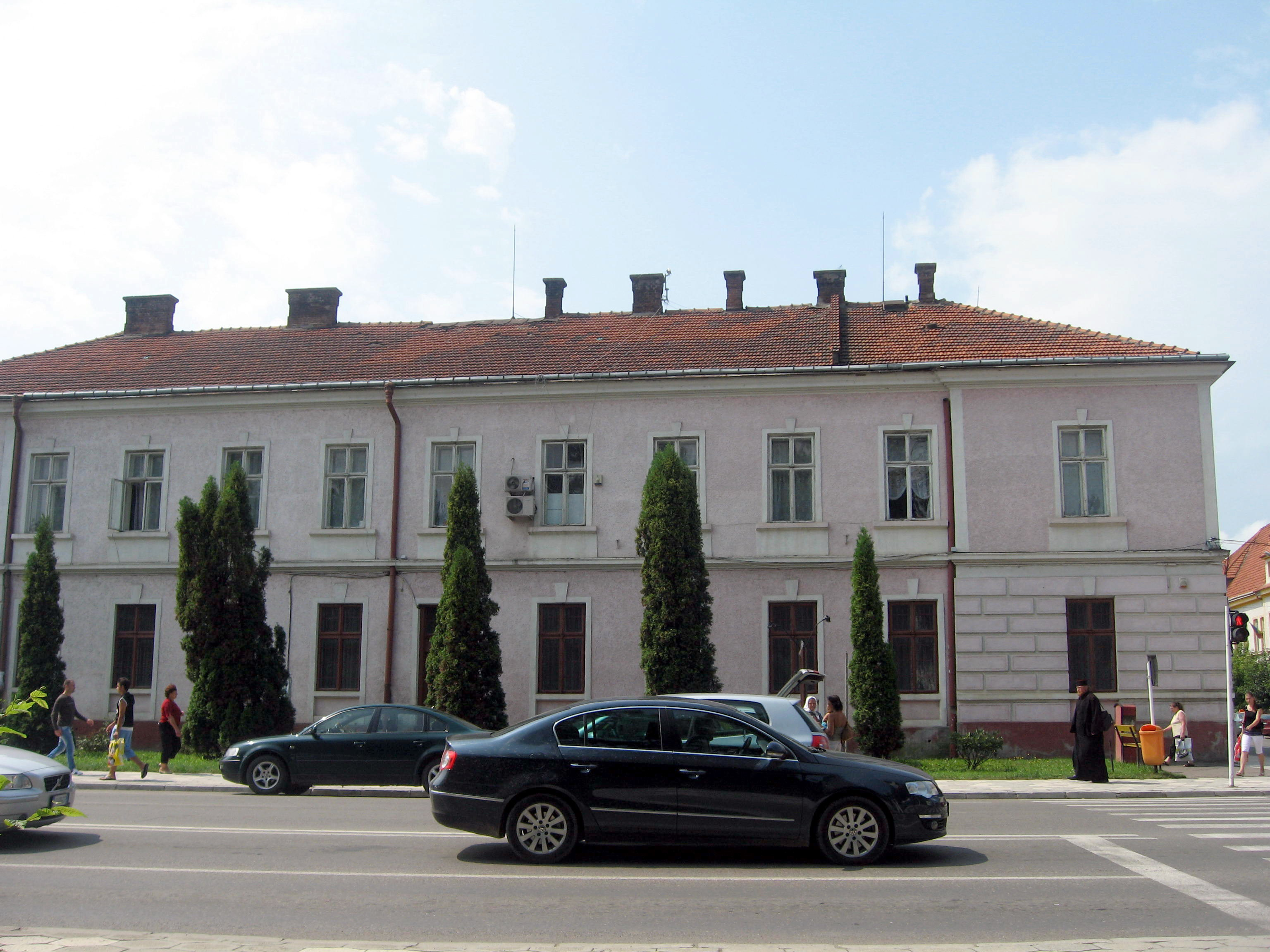
Muzeul de Etnografie din Rădăuți, clădire monument istoric
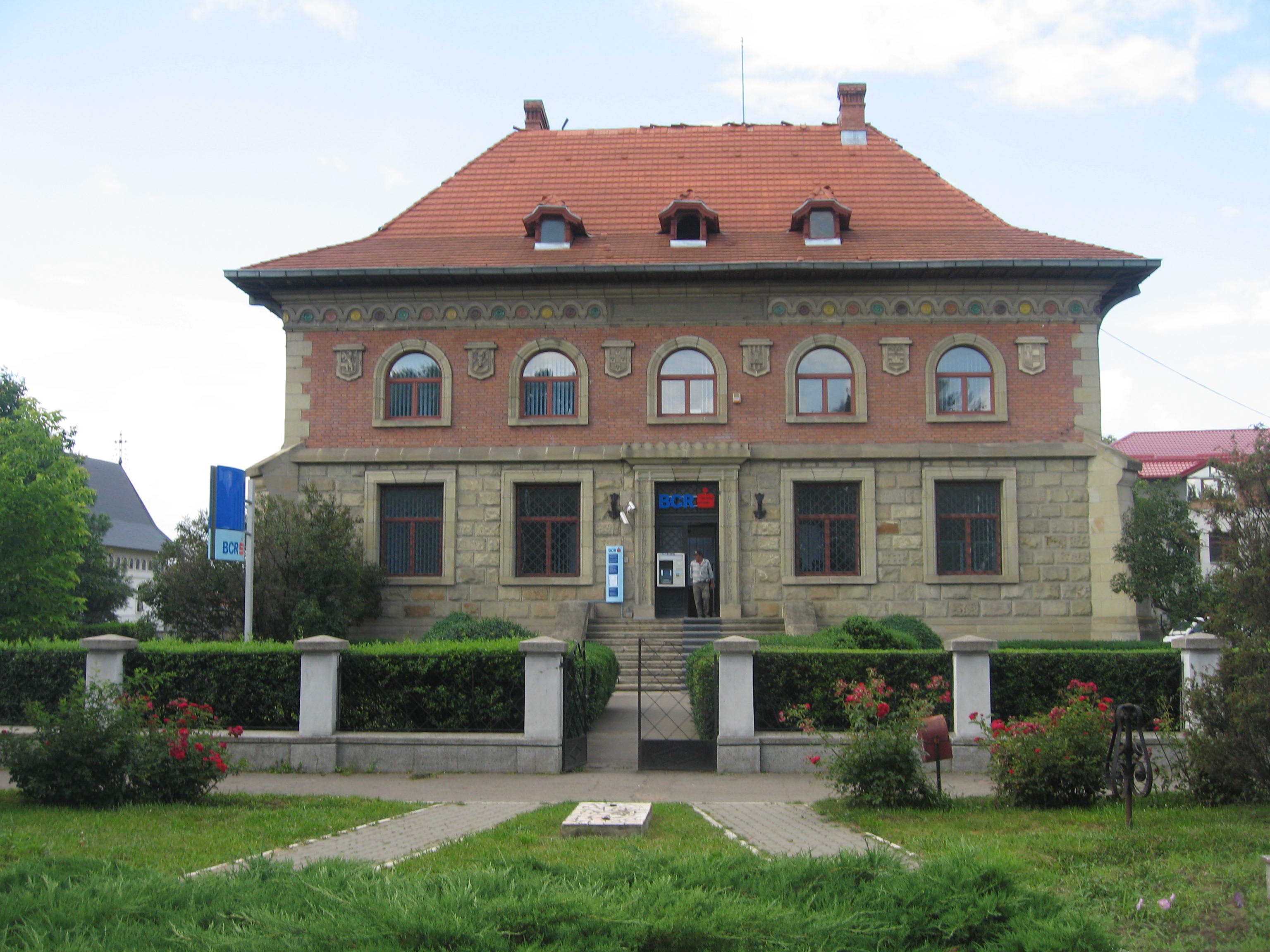
Sediul BCR din Rădăuți, clădire monument istoric
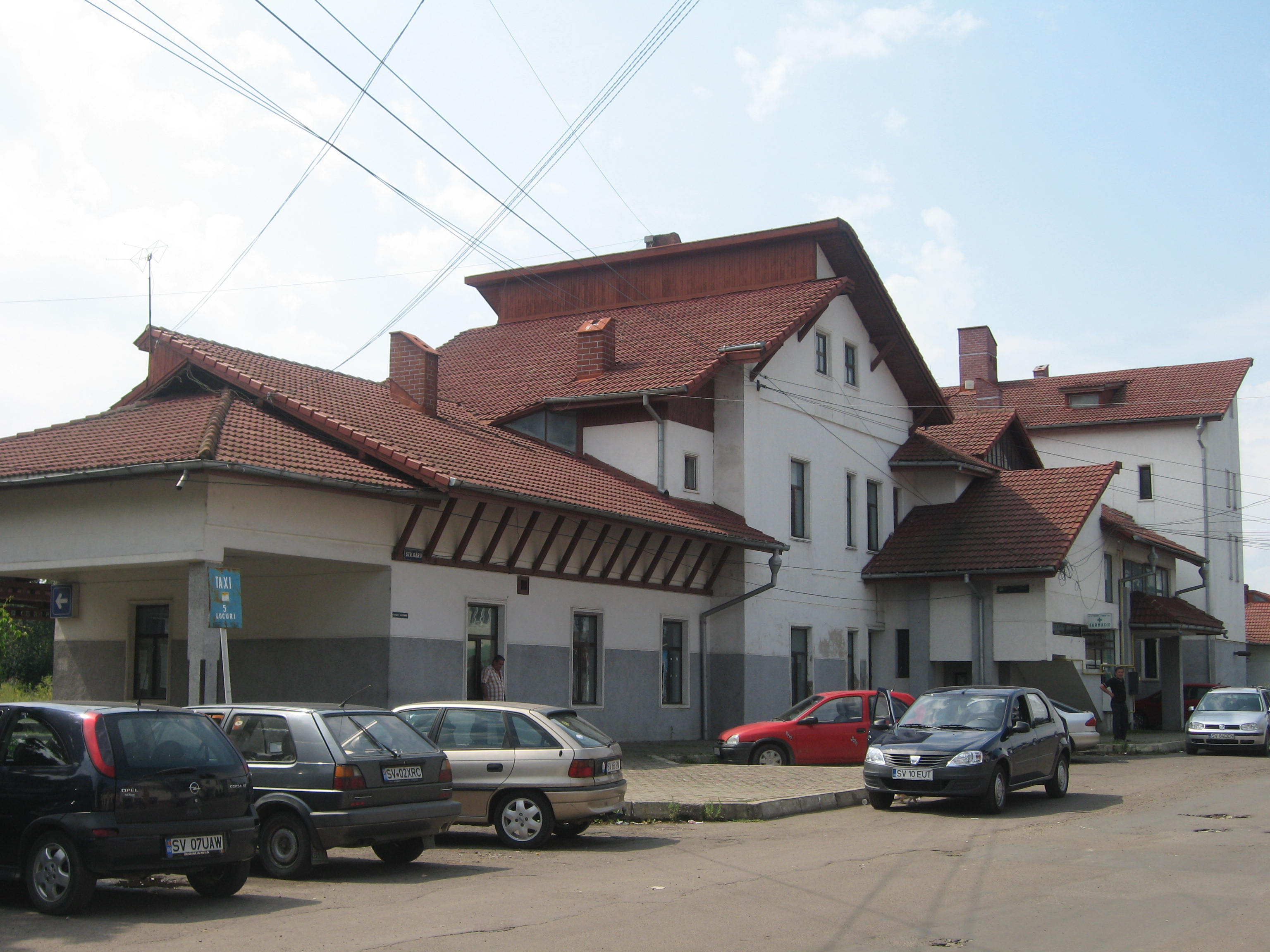
Gara Rădăuți, clădire monument istoric
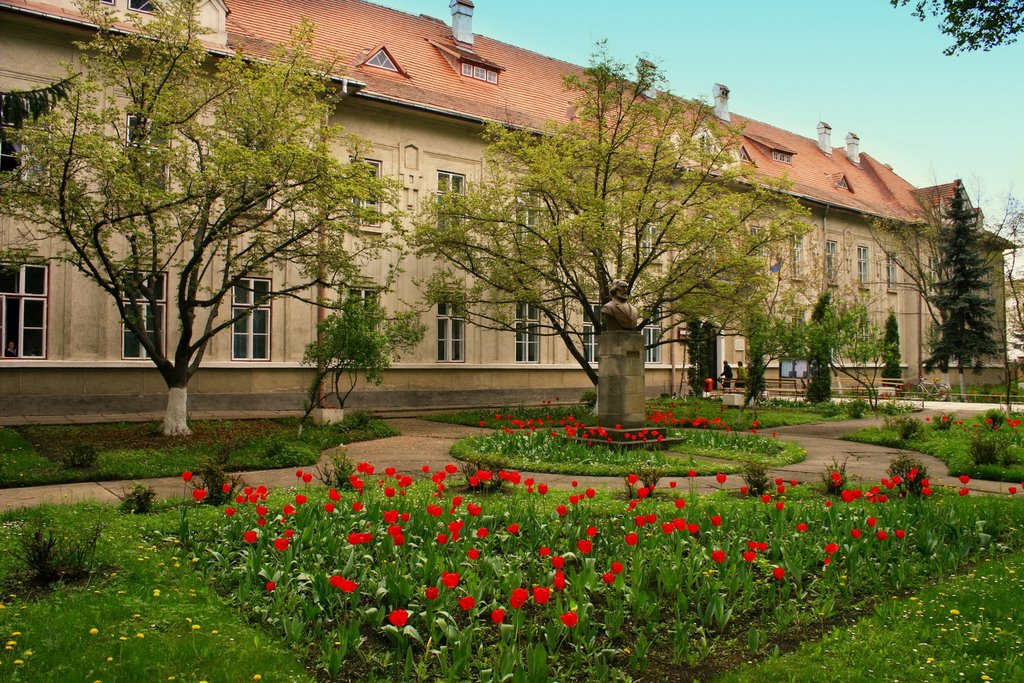
Colegiul Național „Eudoxiu Hurmuzachi” din Rădăuți
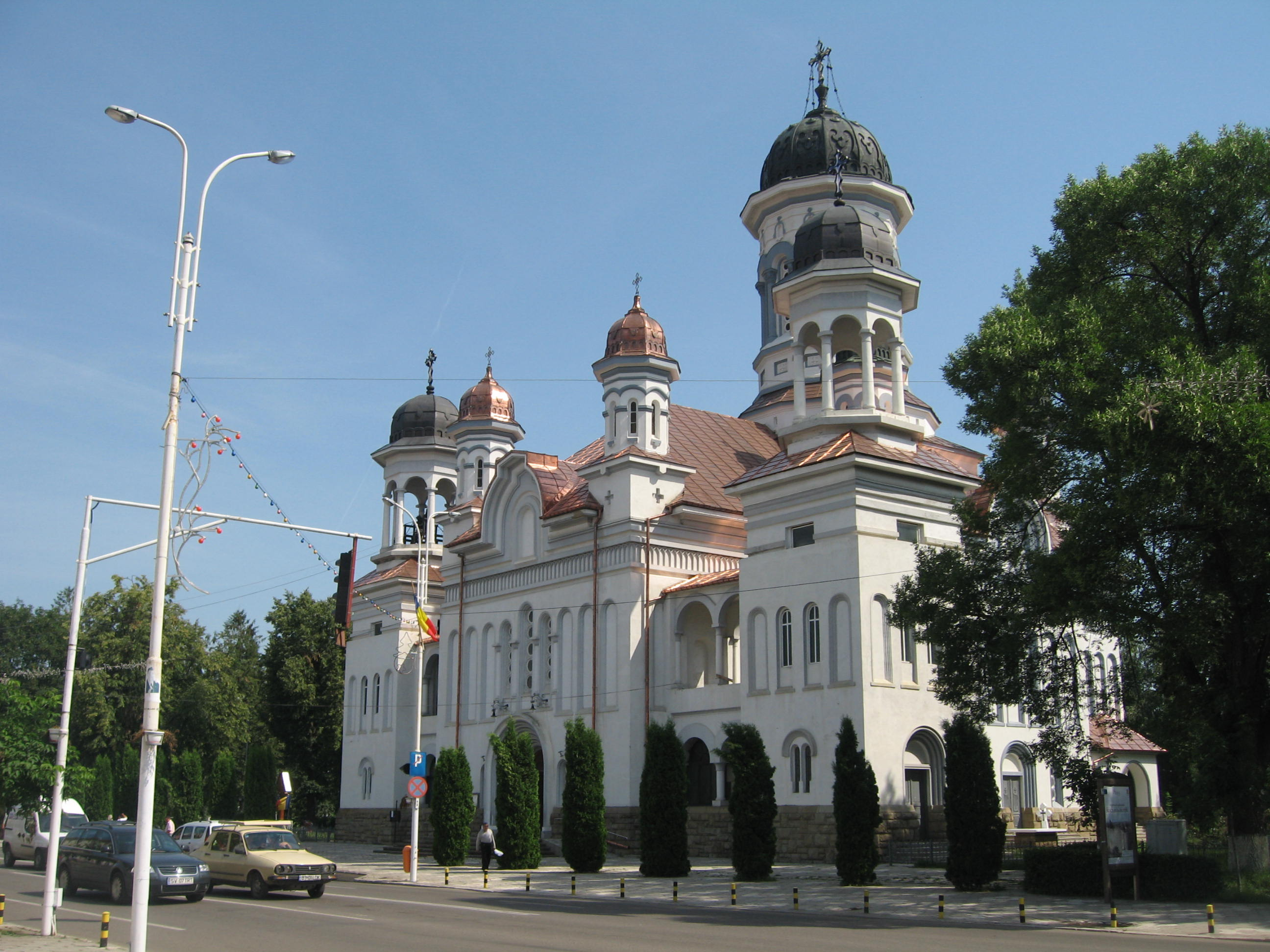
Catedrala ortodoxă din Rădăuți
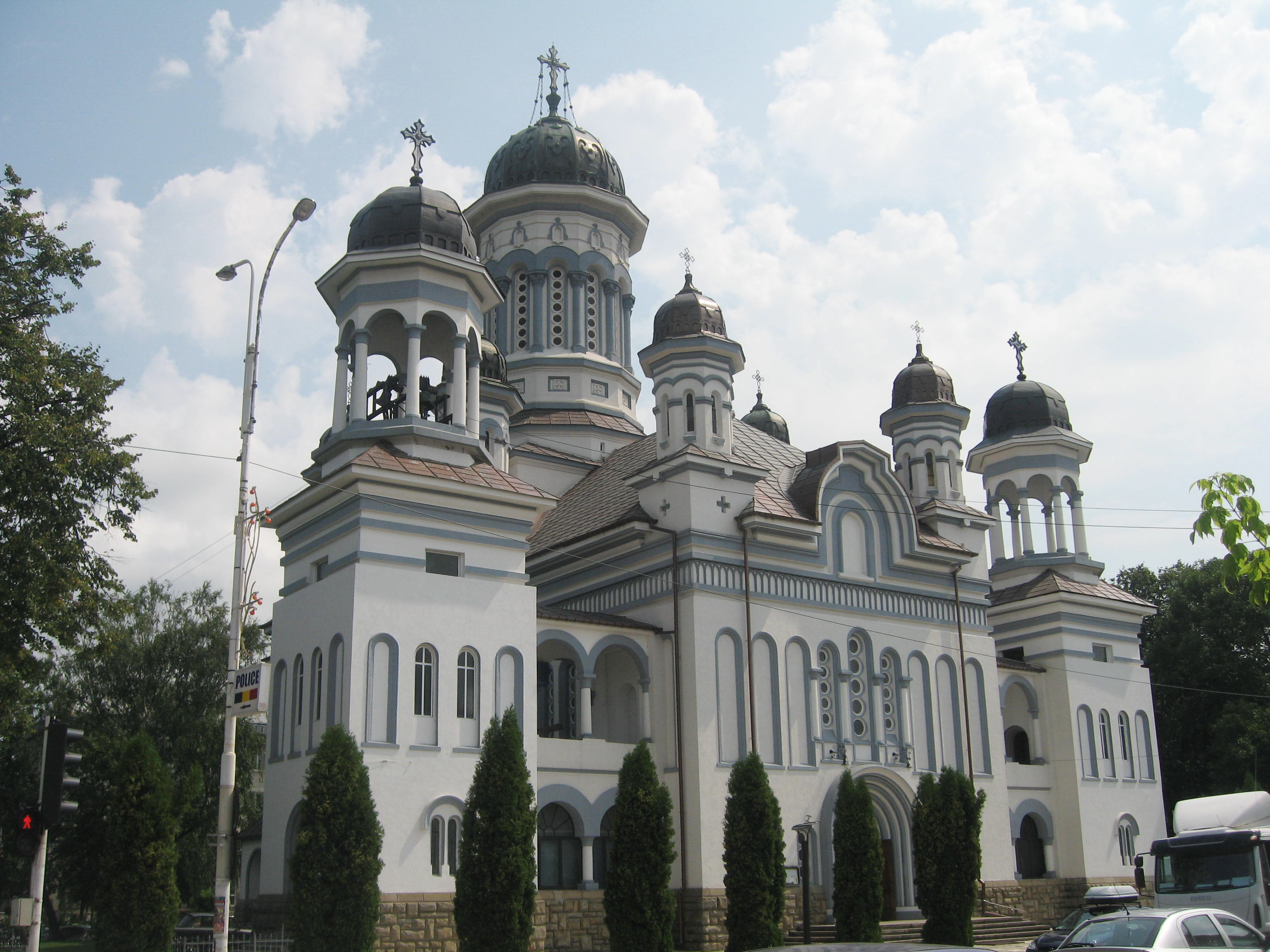
Catedrala ortodoxă din Rădăuți
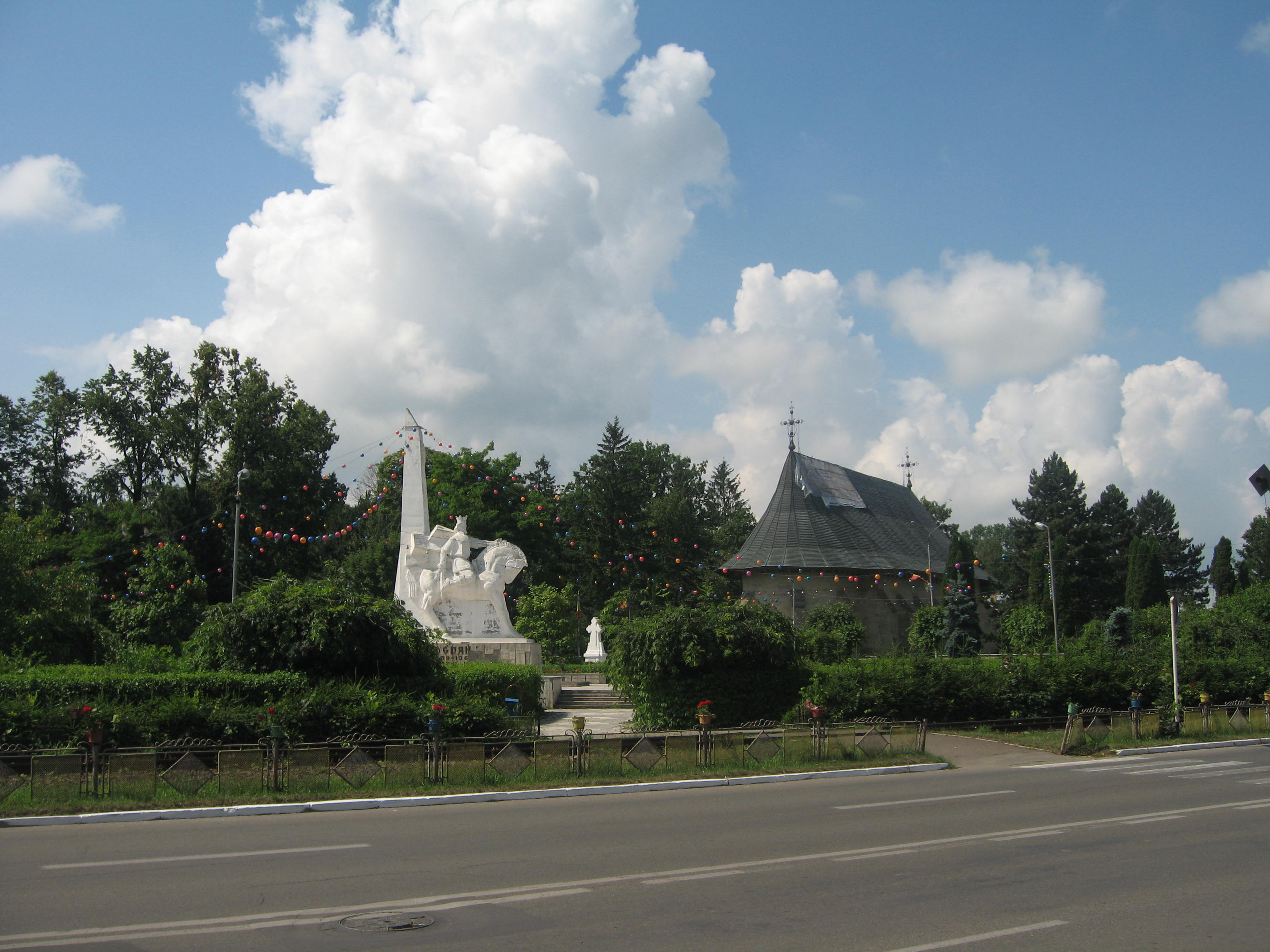
Statuia ecvestră a lui Bogdan I, Monumentul eroilor din Primul Război Mondial și Mănăstirea Bogdana
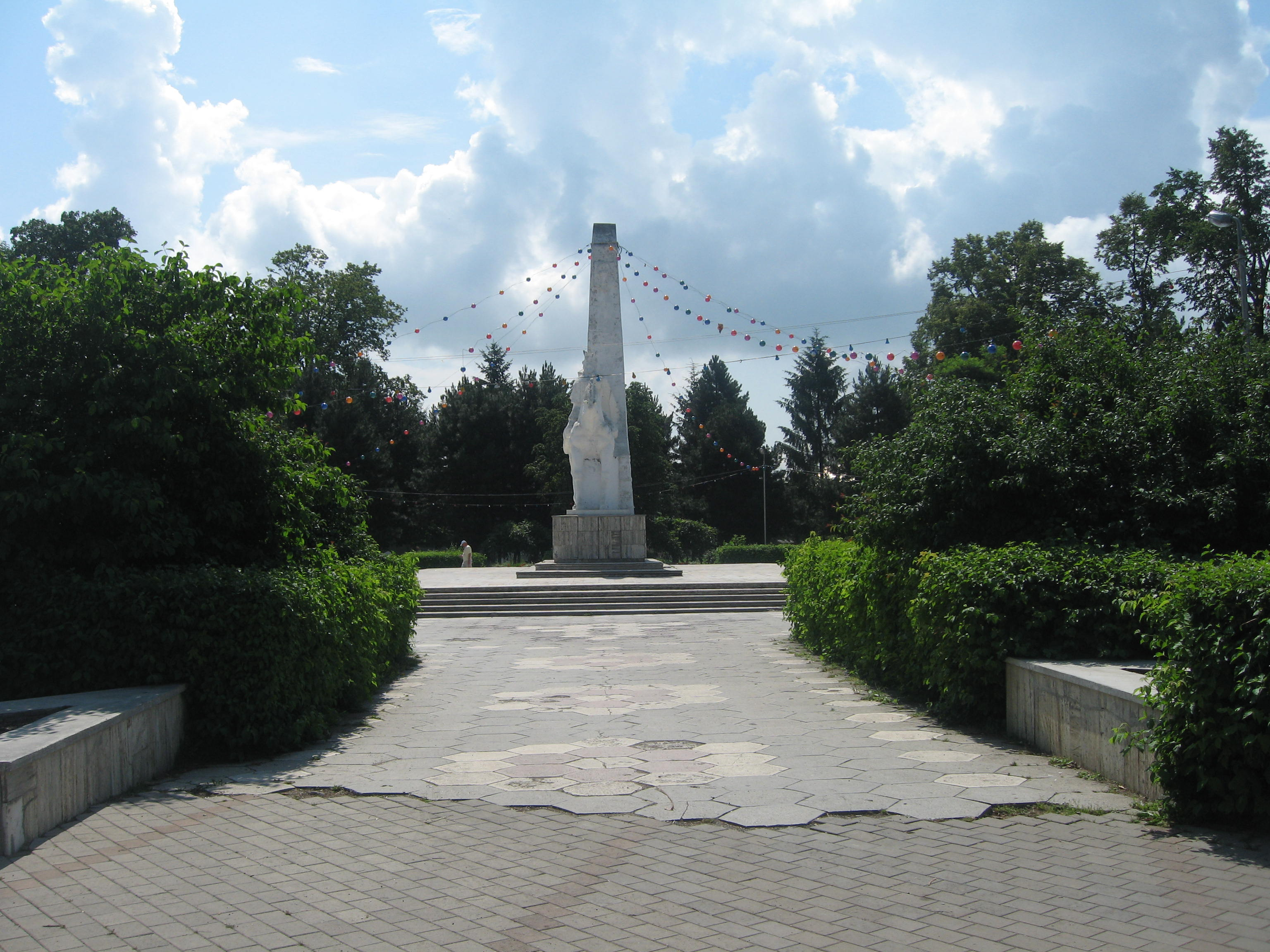
Statuia ecvestră a lui Bogdan I
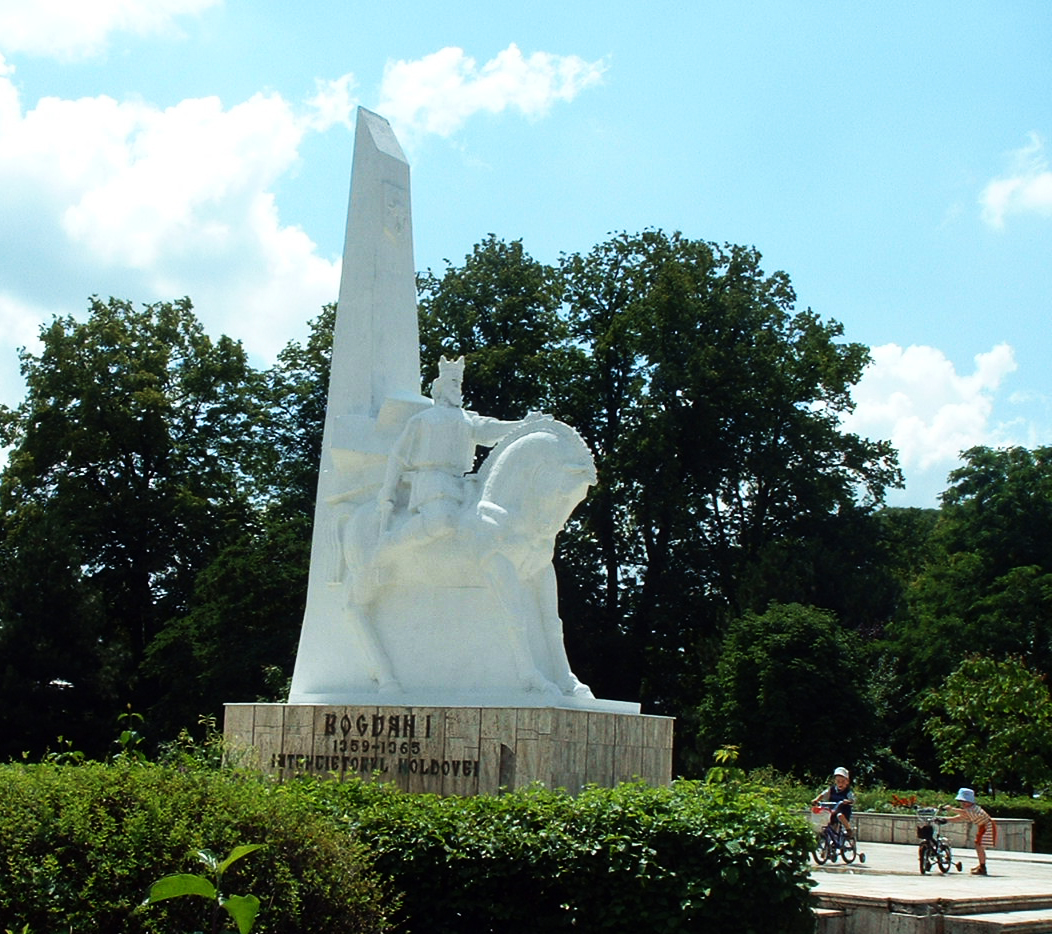
Statuia ecvestră a lui Bogdan I
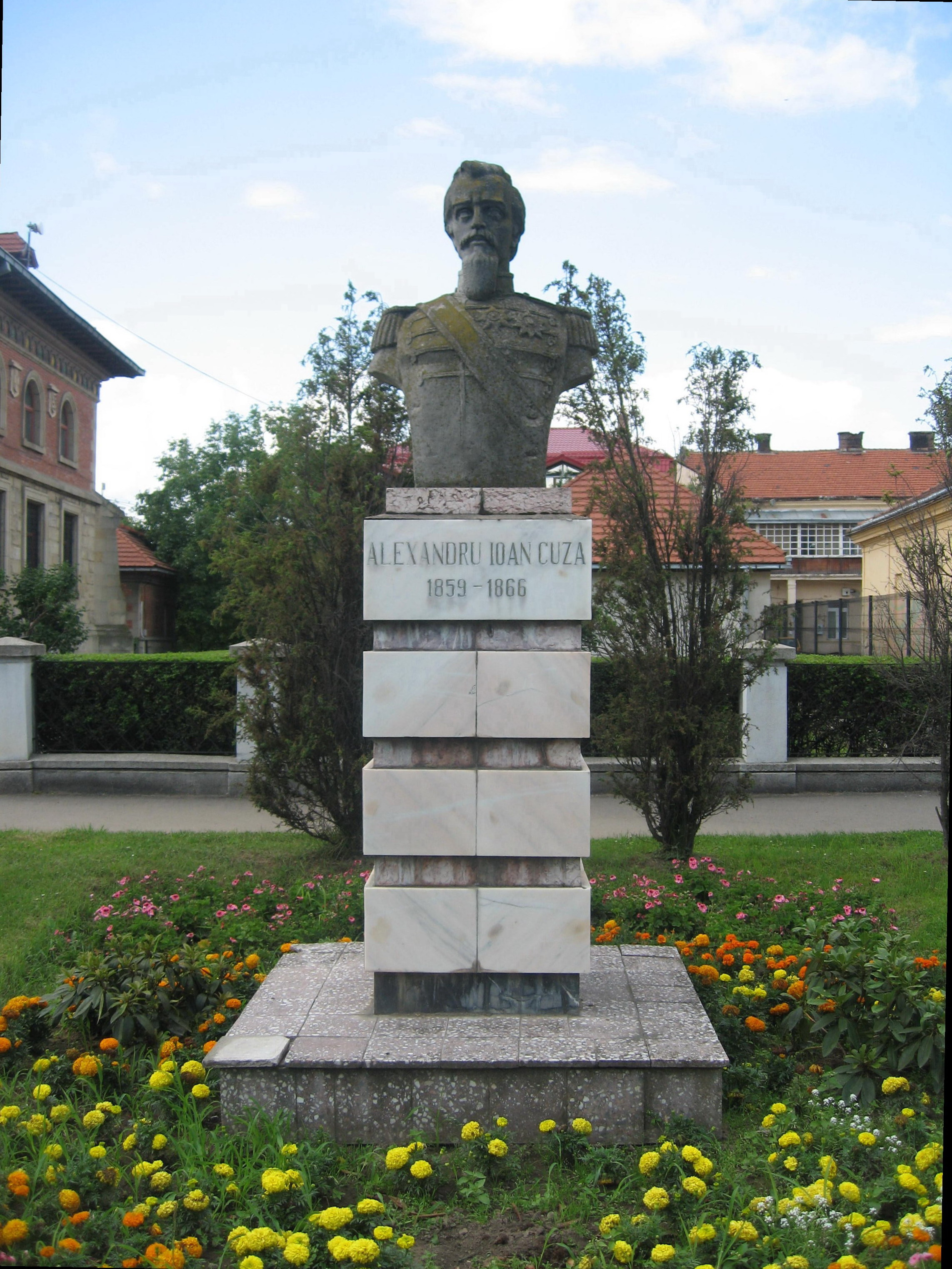
Bustul lui Alexandru Ioan Cuza din Rădăuți
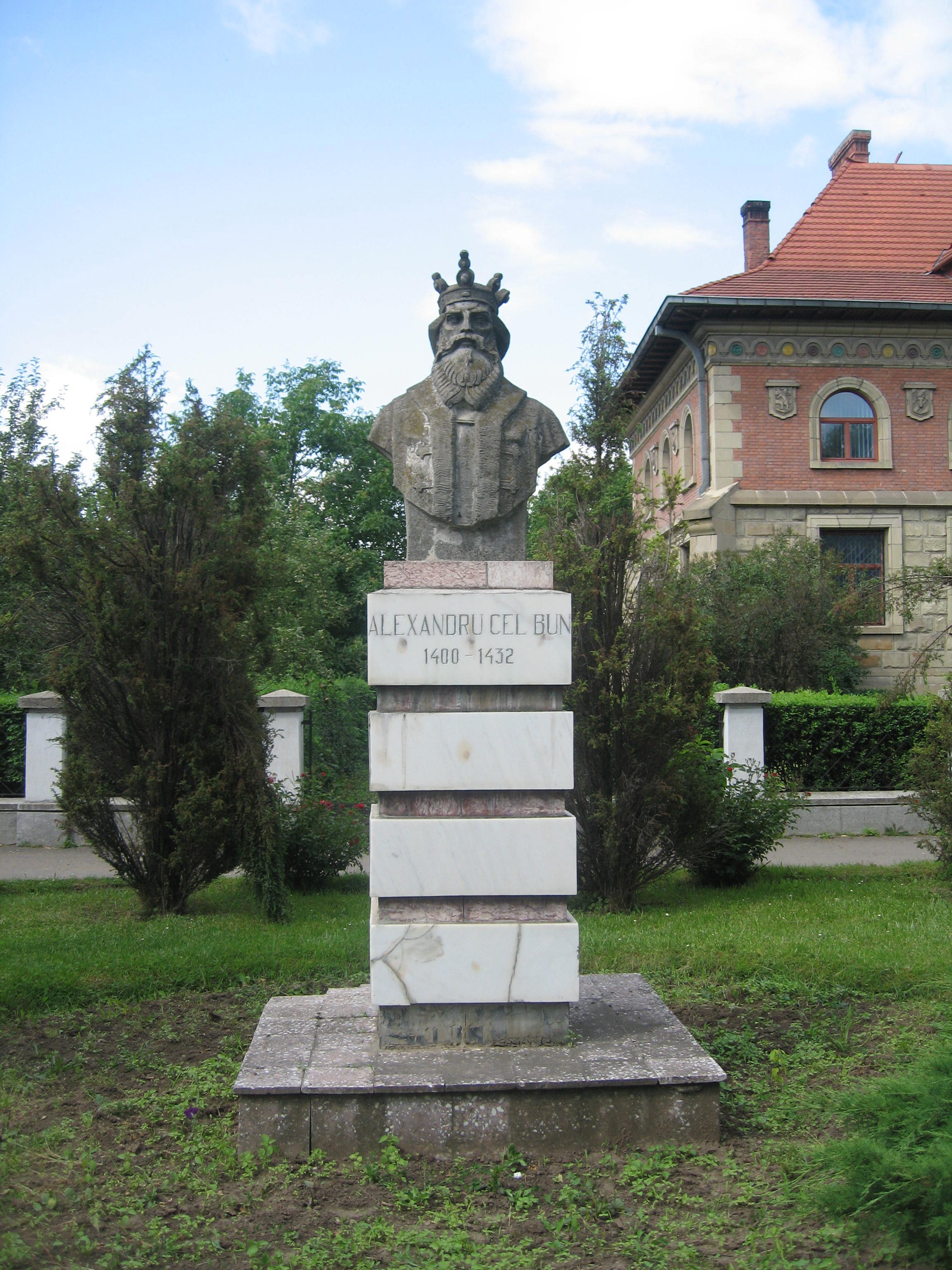
Bustul lui Alexandru cel Bun din Rădăuți
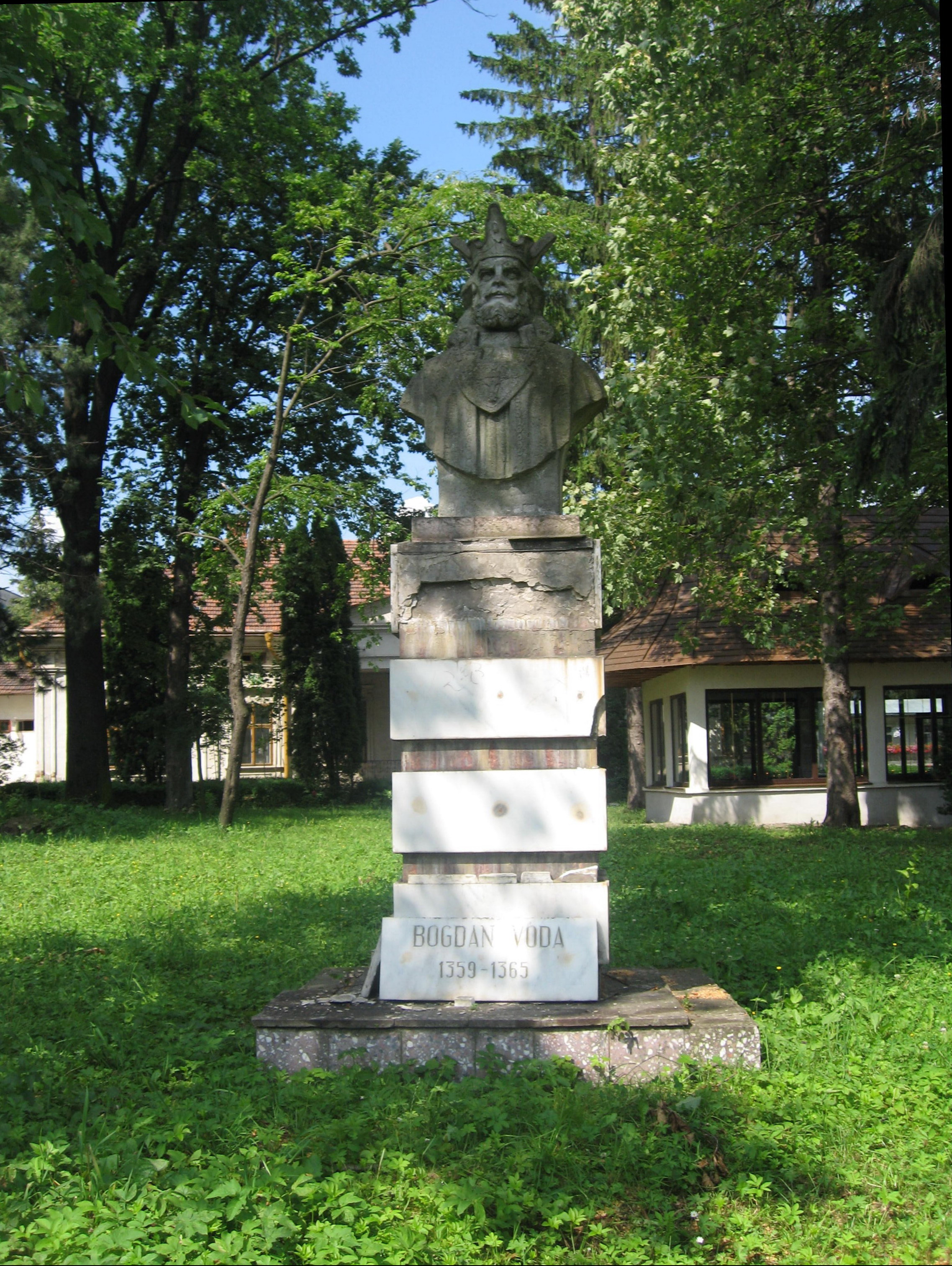
Bustul lui Bogdan Vodă din Rădăuți
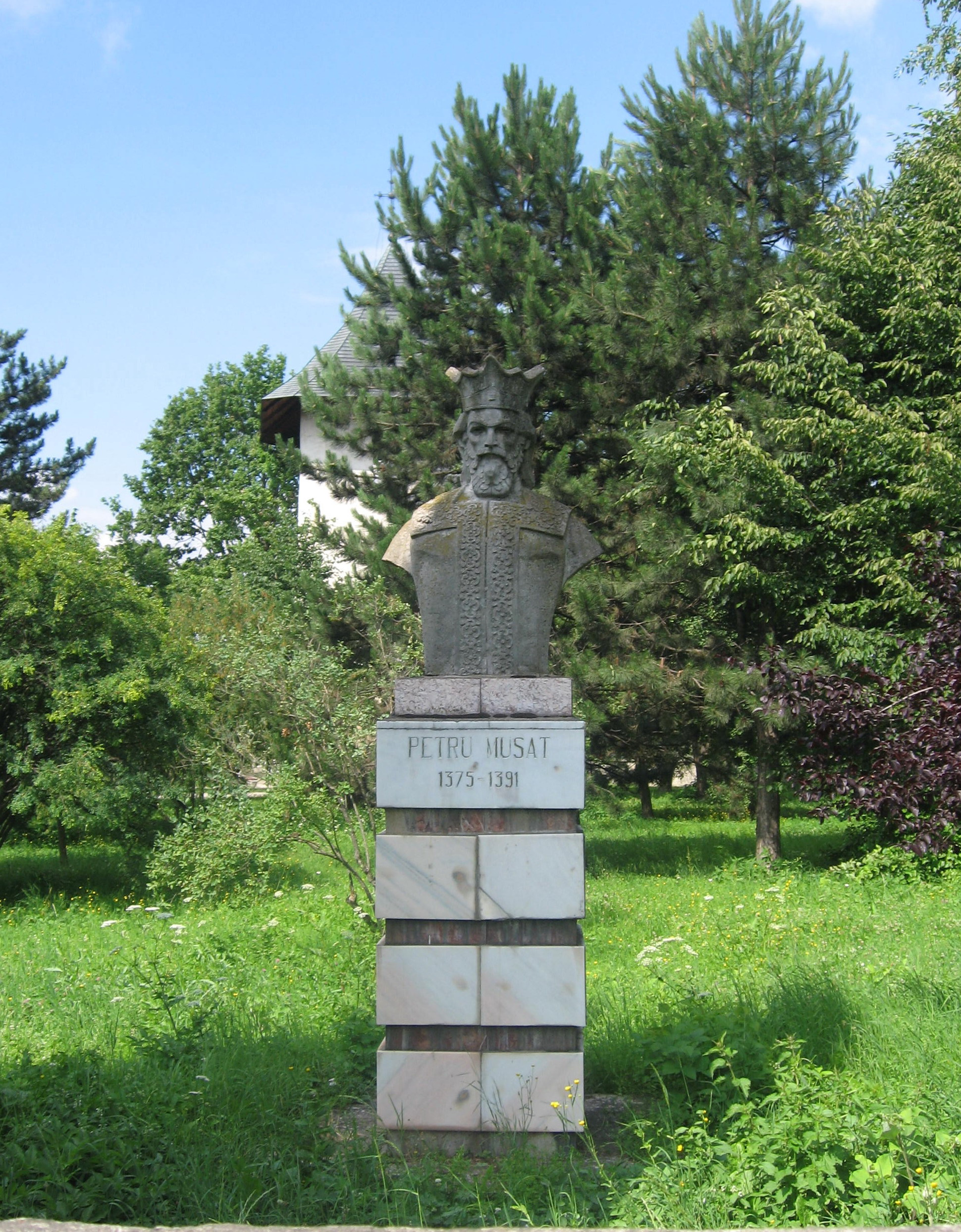
Bustul lui Petru Mușat din Rădăuți
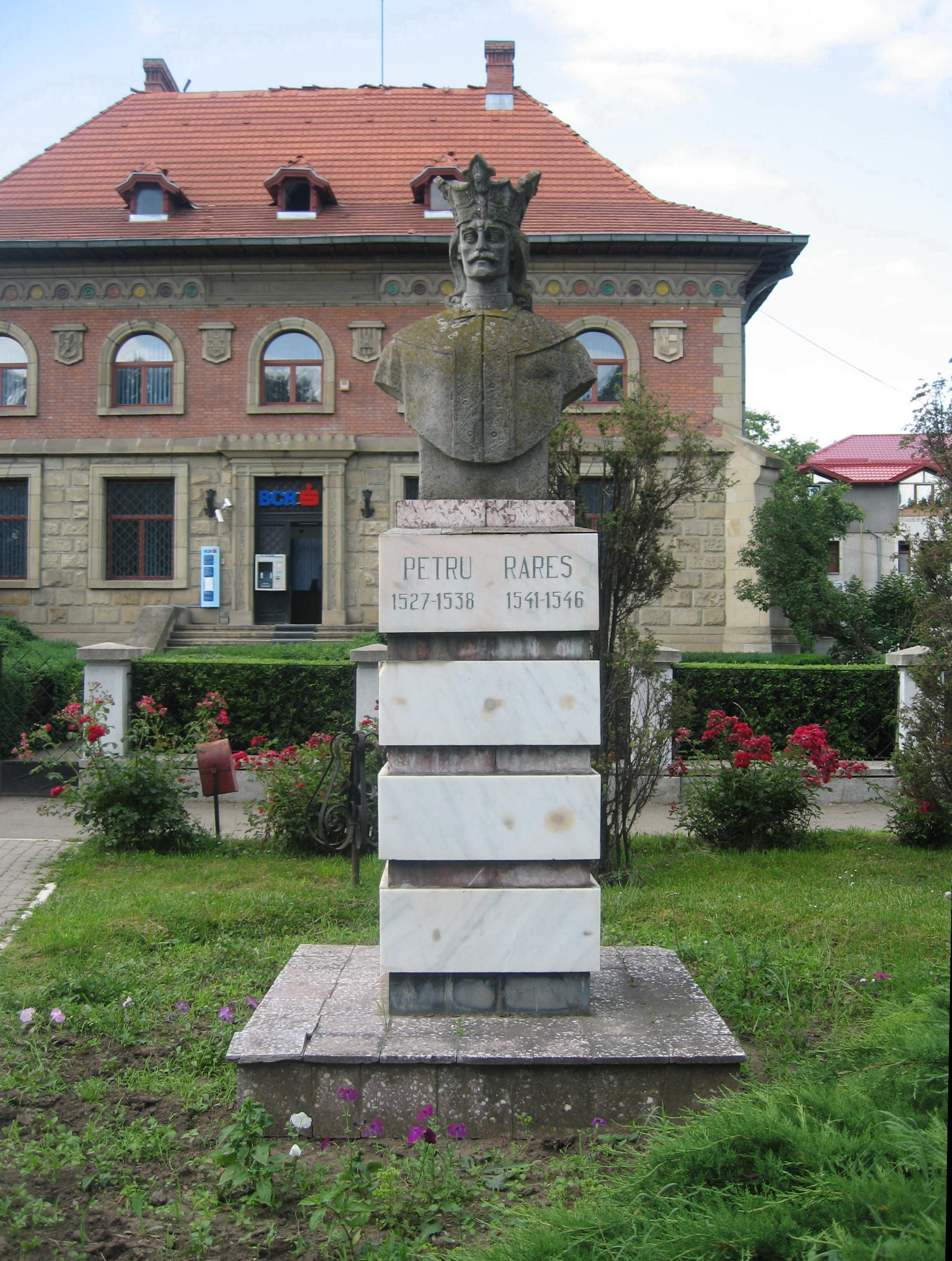
Bustul lui Petru Rareș din Rădăuți
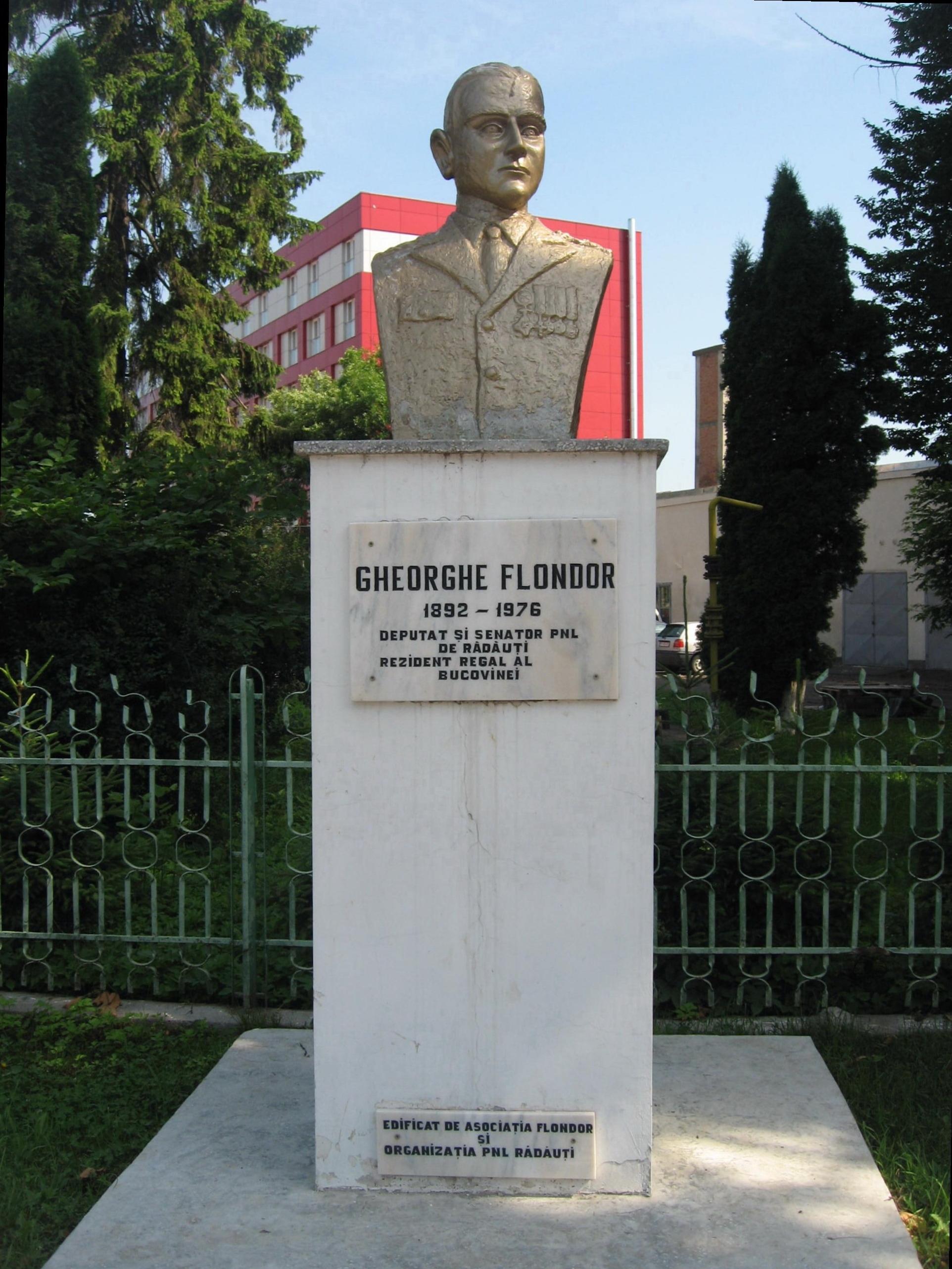
Bustul lui Gheorghe Flondor din Rădăuți
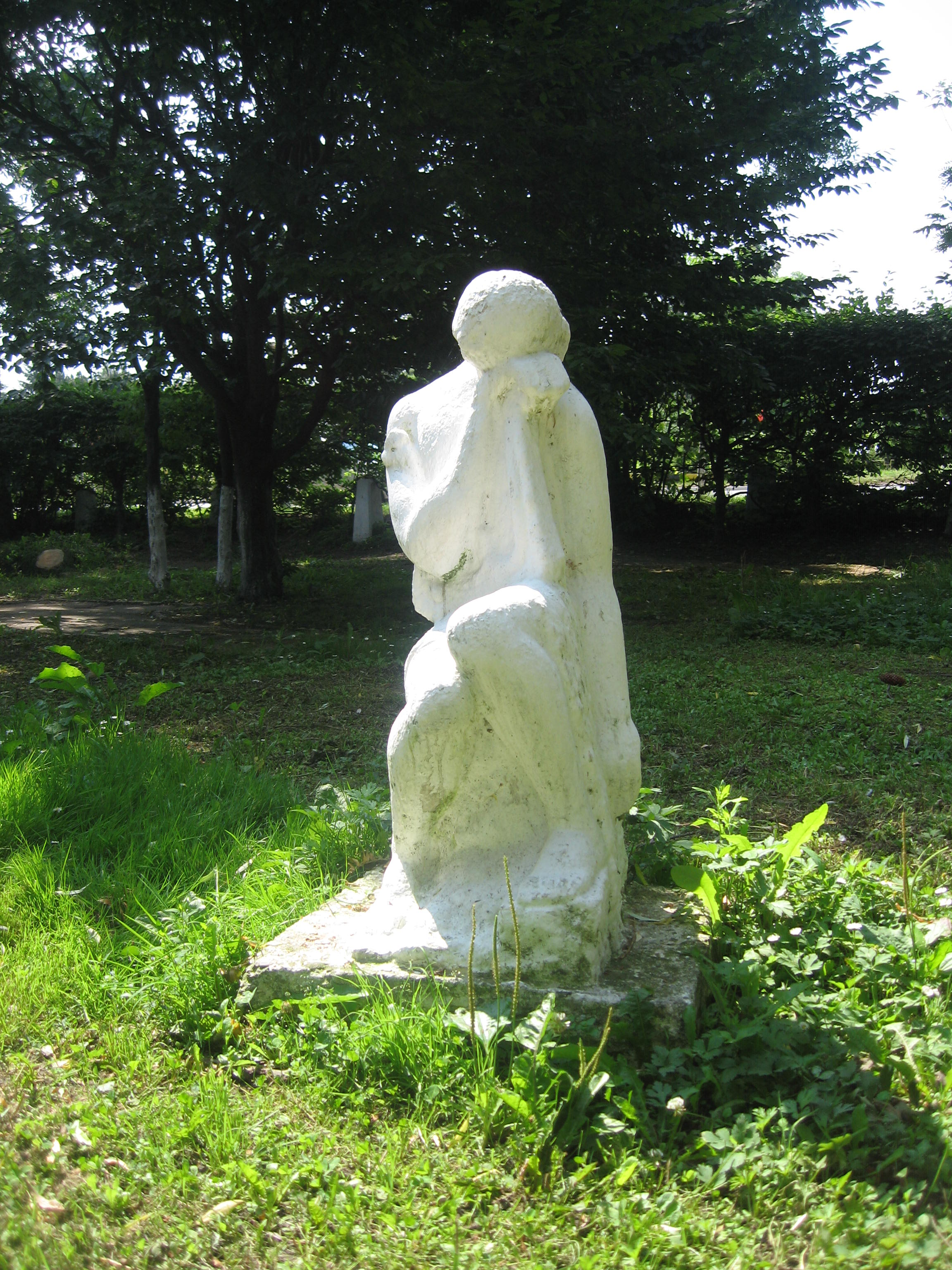
Statuia „Femeie plângând” din Rădăuți
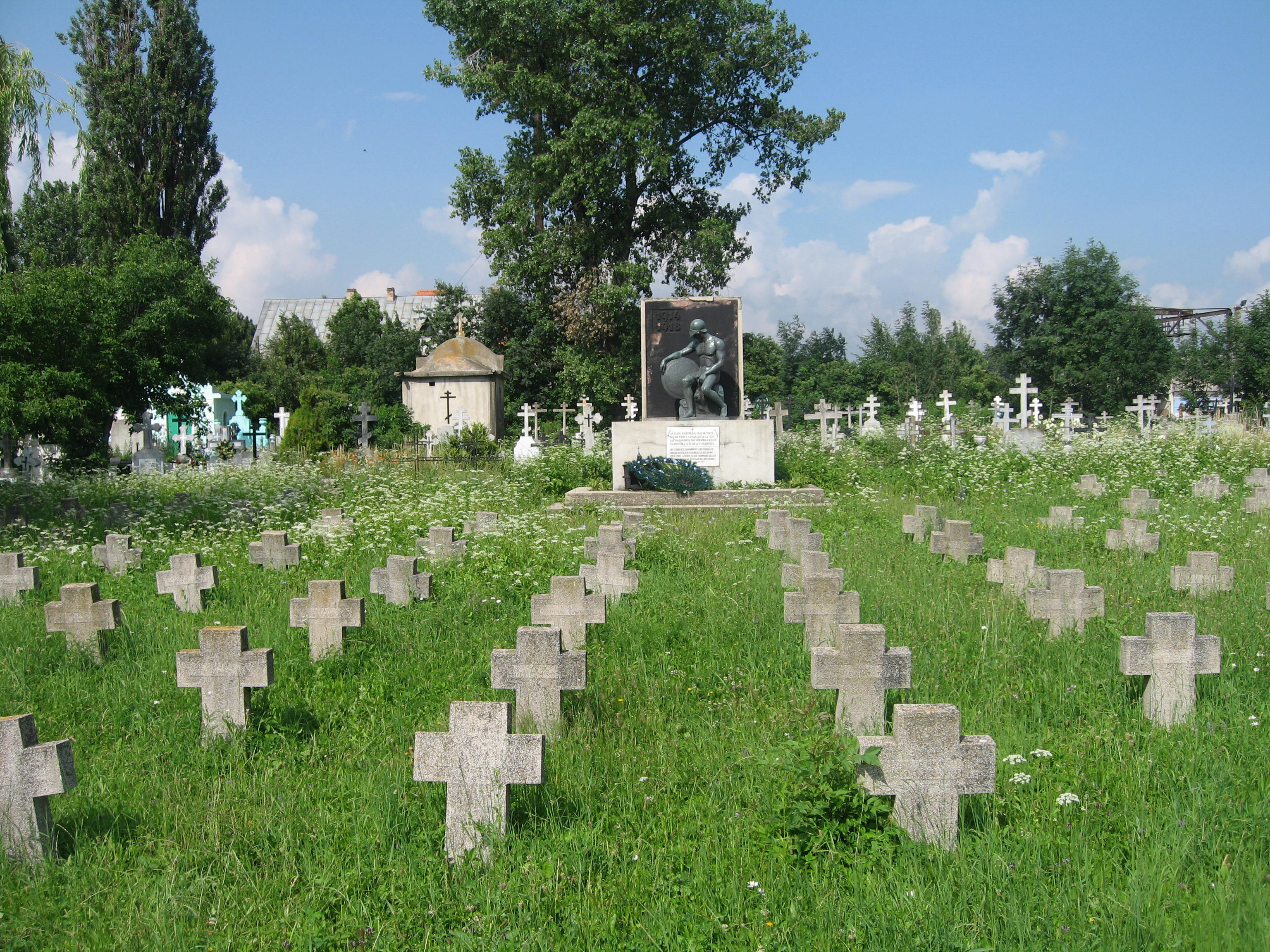
Cimitirul soldaților români căzuți în Primul Război Mondial
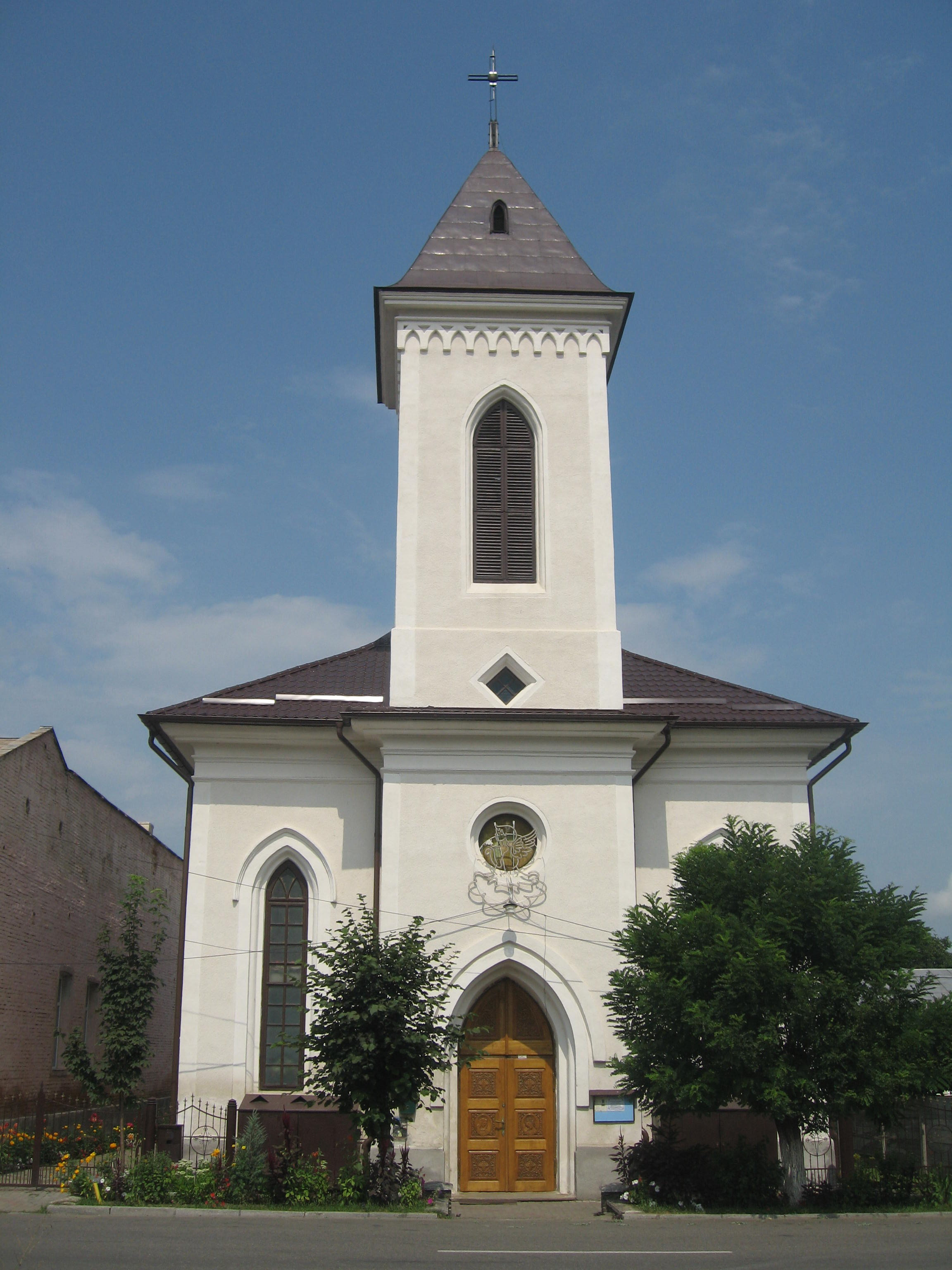
Biserica Sf. Dumitru din Rădăuți, fosta biserică evanghelică (1862)
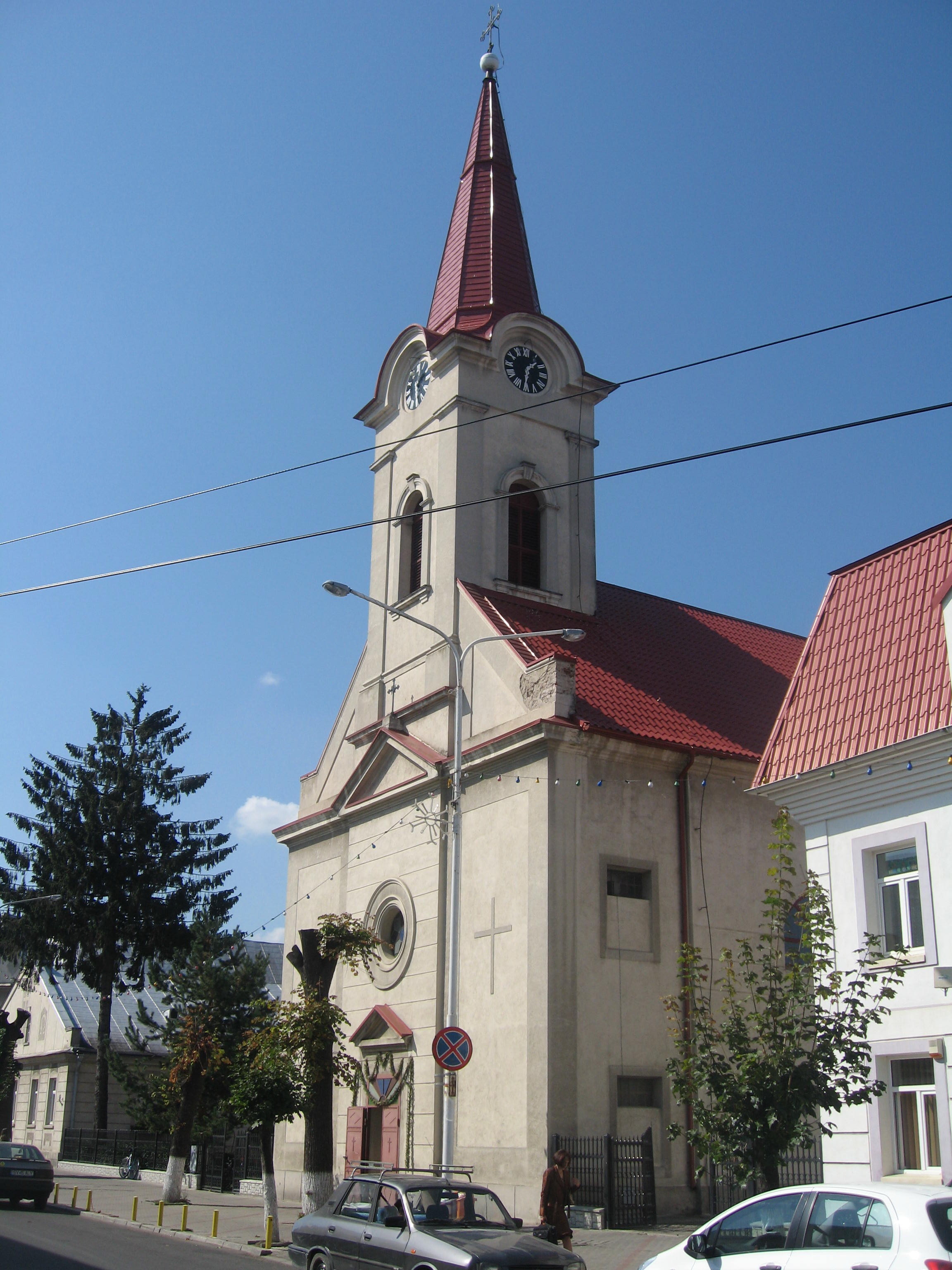
Biserica romano-catolică din Rădăuți
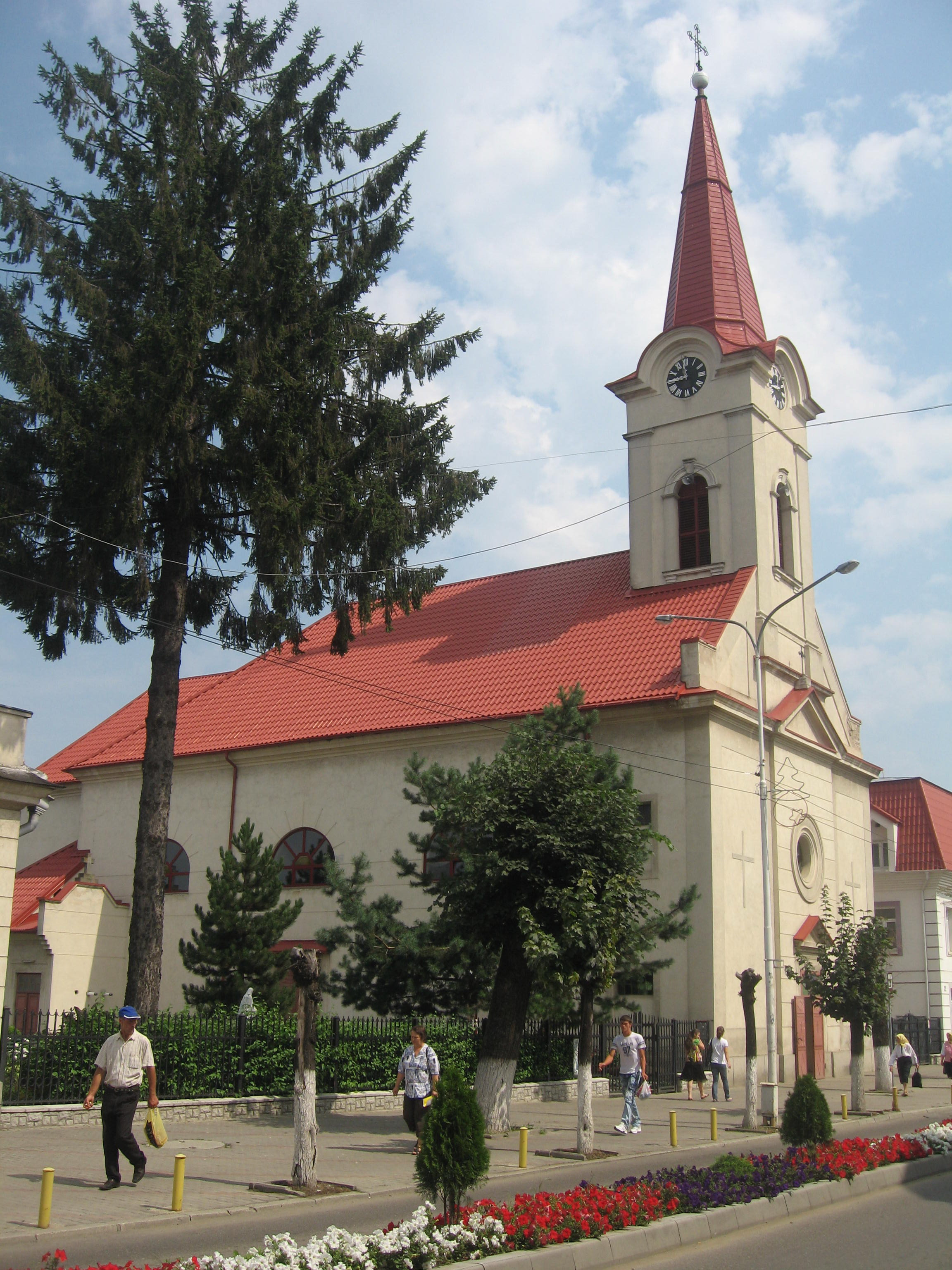
Biserica romano-catolică din Rădăuți
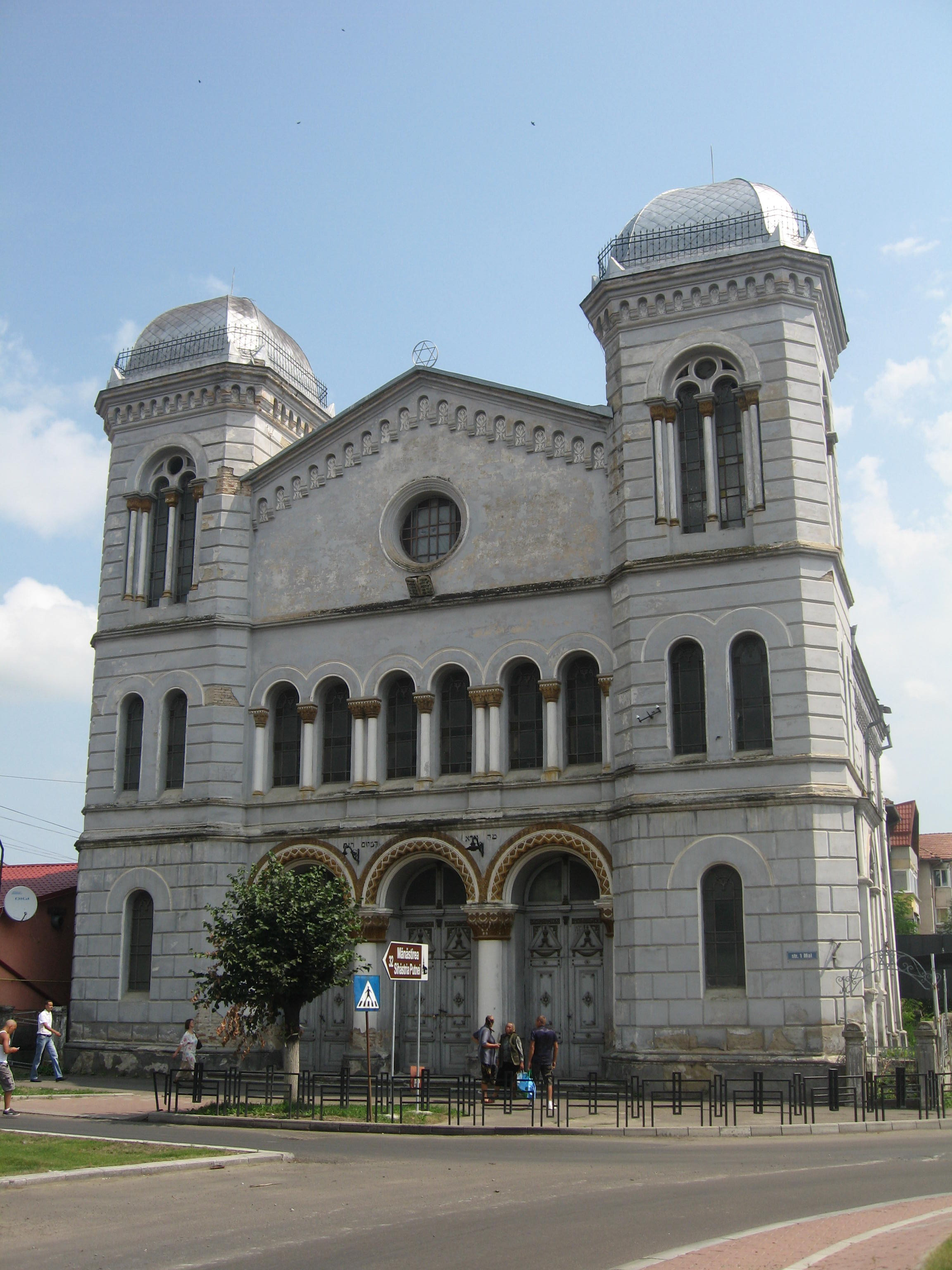
Templul Evreiesc din Rădăuți
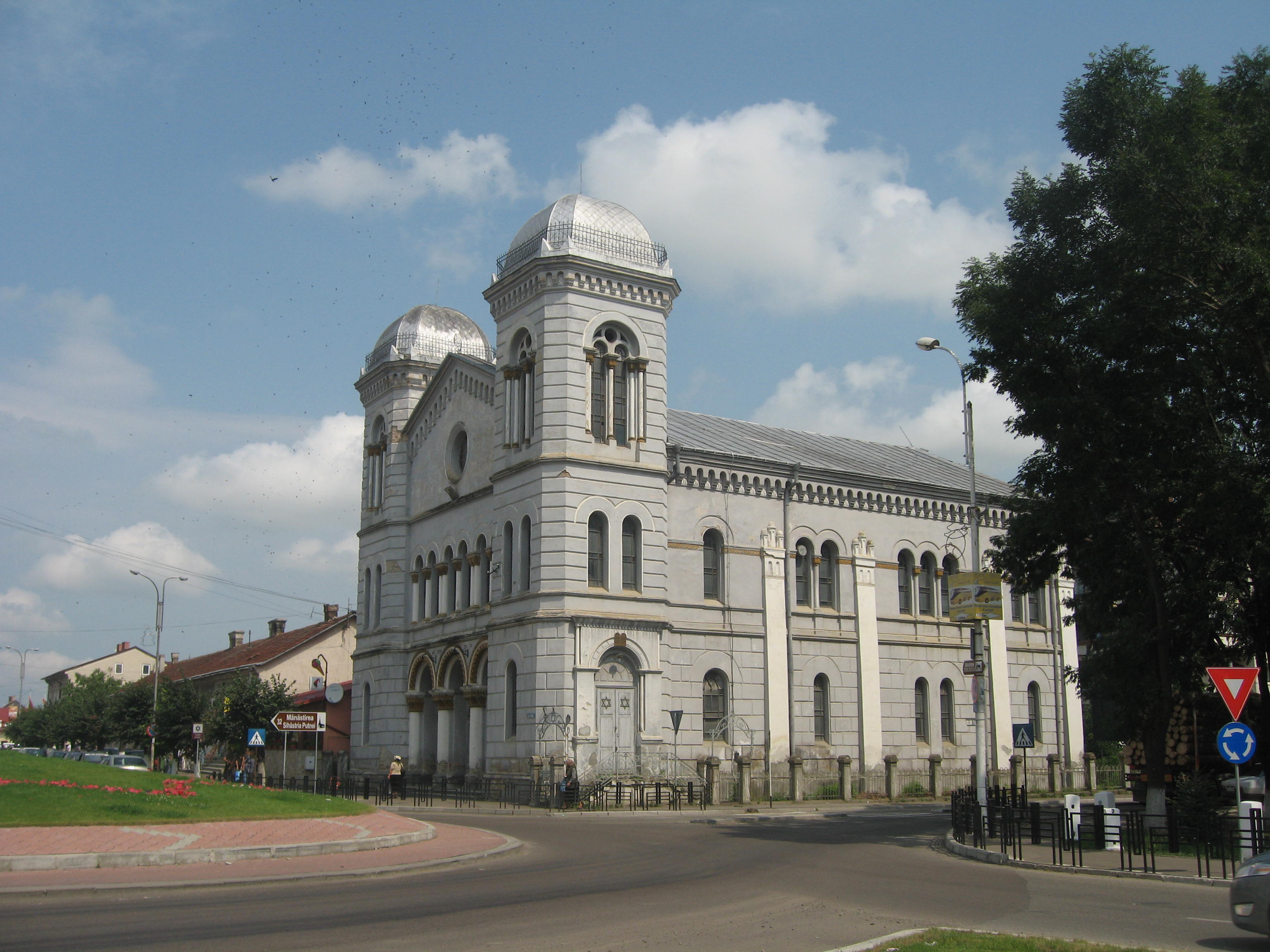
Templul Evreiesc din Rădăuți
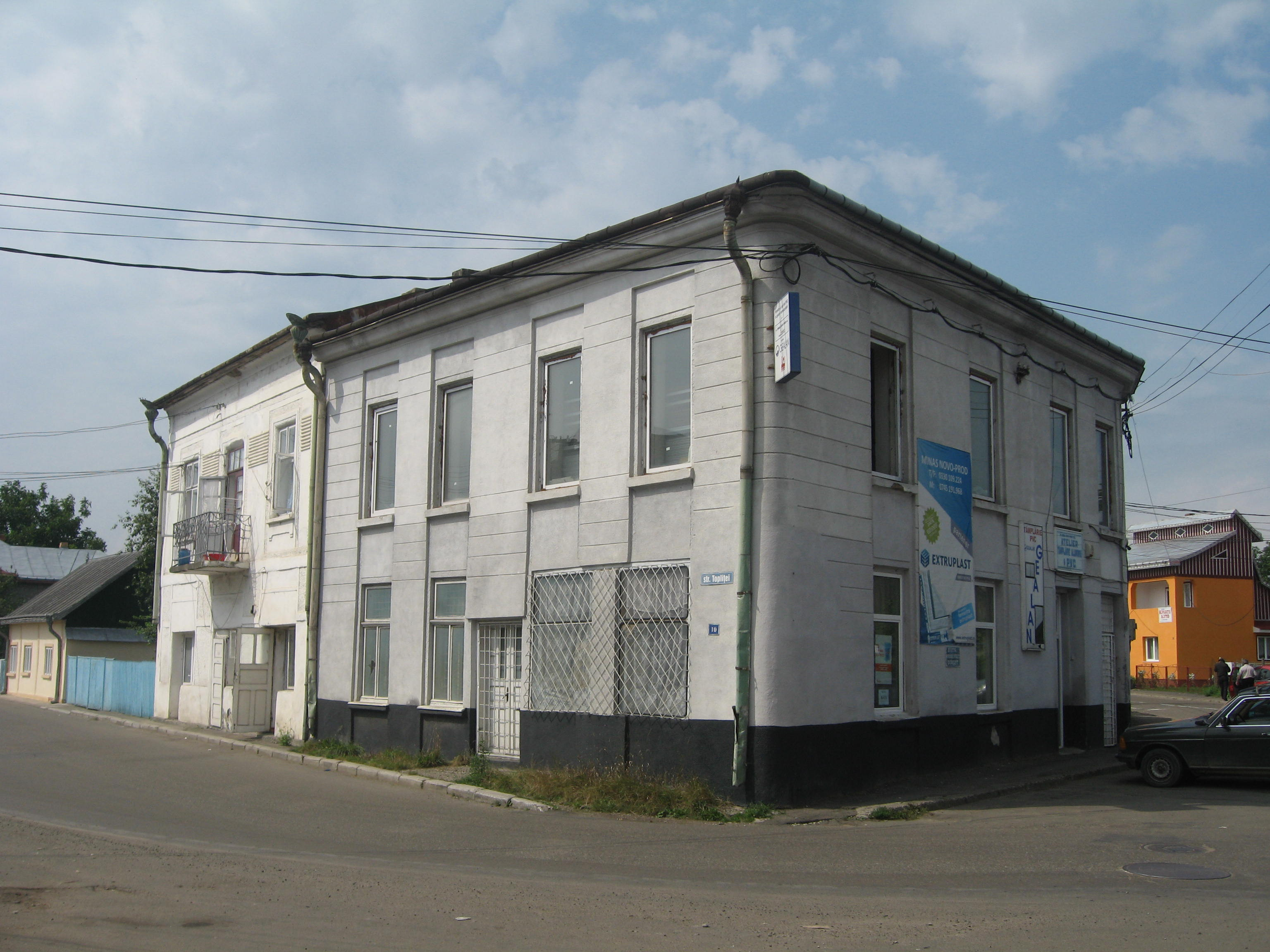
Sinagoga din Str. Topliței din Rădăuți
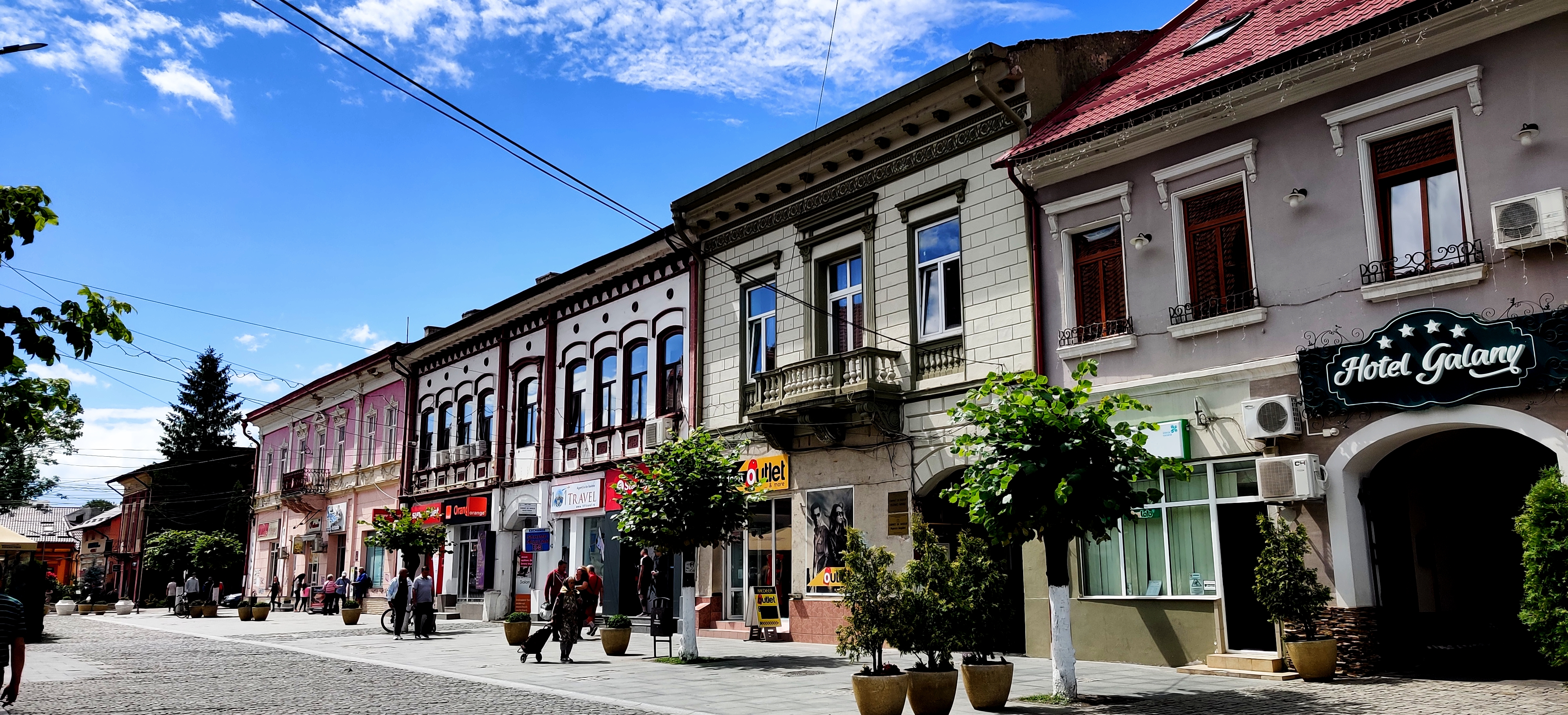
Centrul